# Flora und Vegetation des Fürstentums Liechtenstein

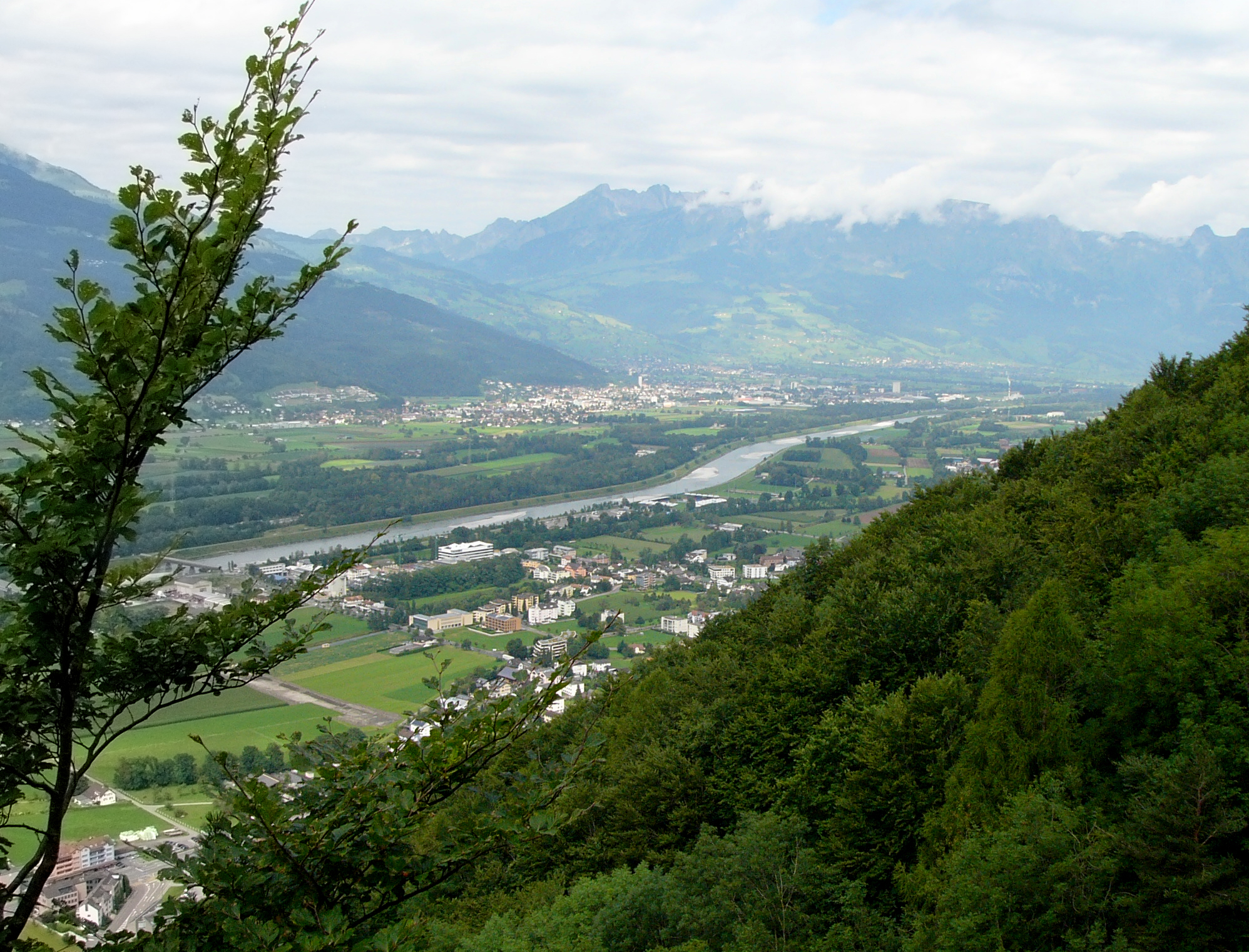
Rheintal bei Vaduz

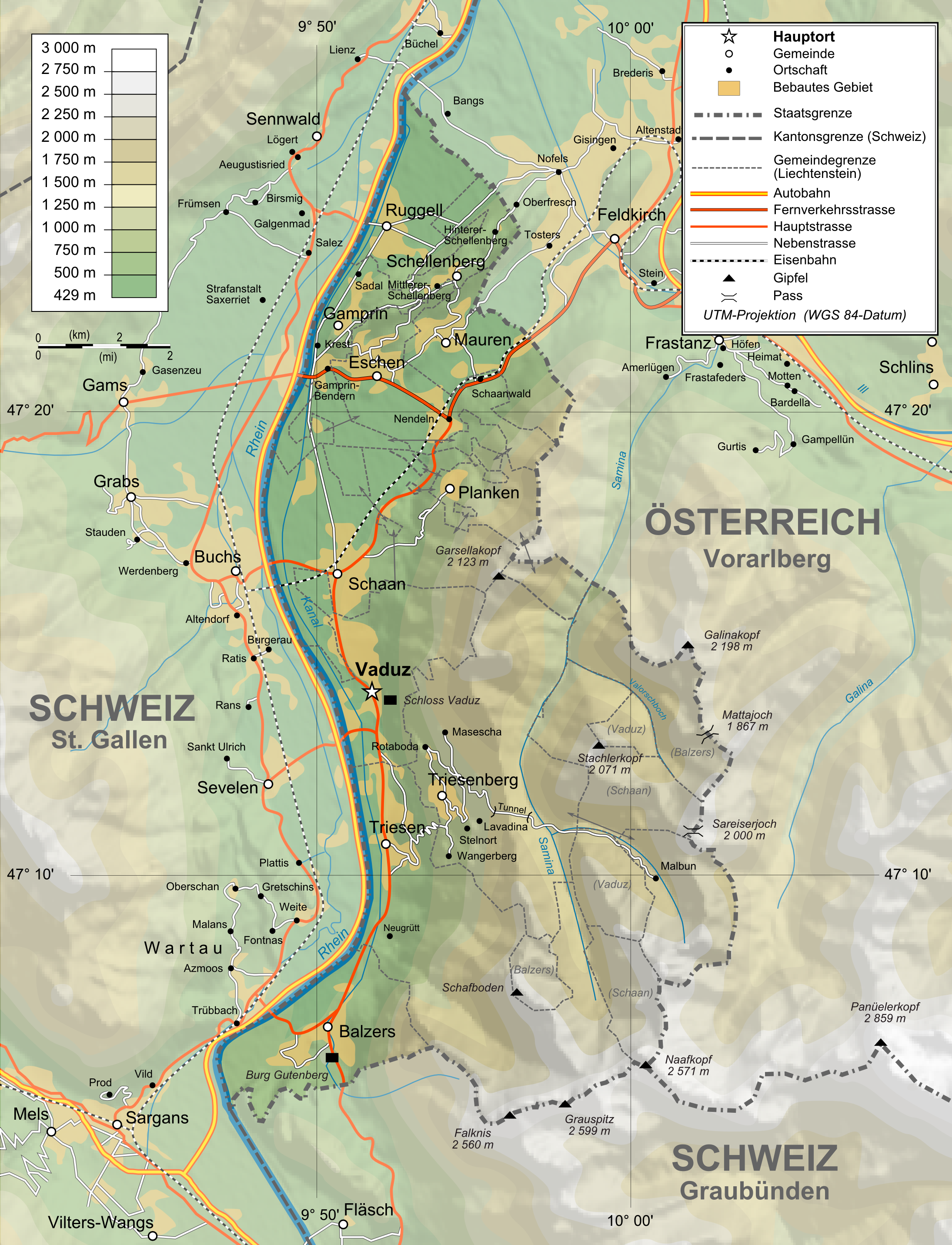
Topographische Karte von Liechtenstein

Die Flora und Vegetation des Fürstentums Liechtenstein ist aufgrund der naturräumlichen Vielfalt für dieses relativ kleine Gebiet sehr abwechslungs- und artenreich.

## Naturraum des Fürstentum Liechtenstein
Die Landesfläche des Fürstentum Liechtenstein beträgt etwa 160 km².

### Landschaftsgliederung

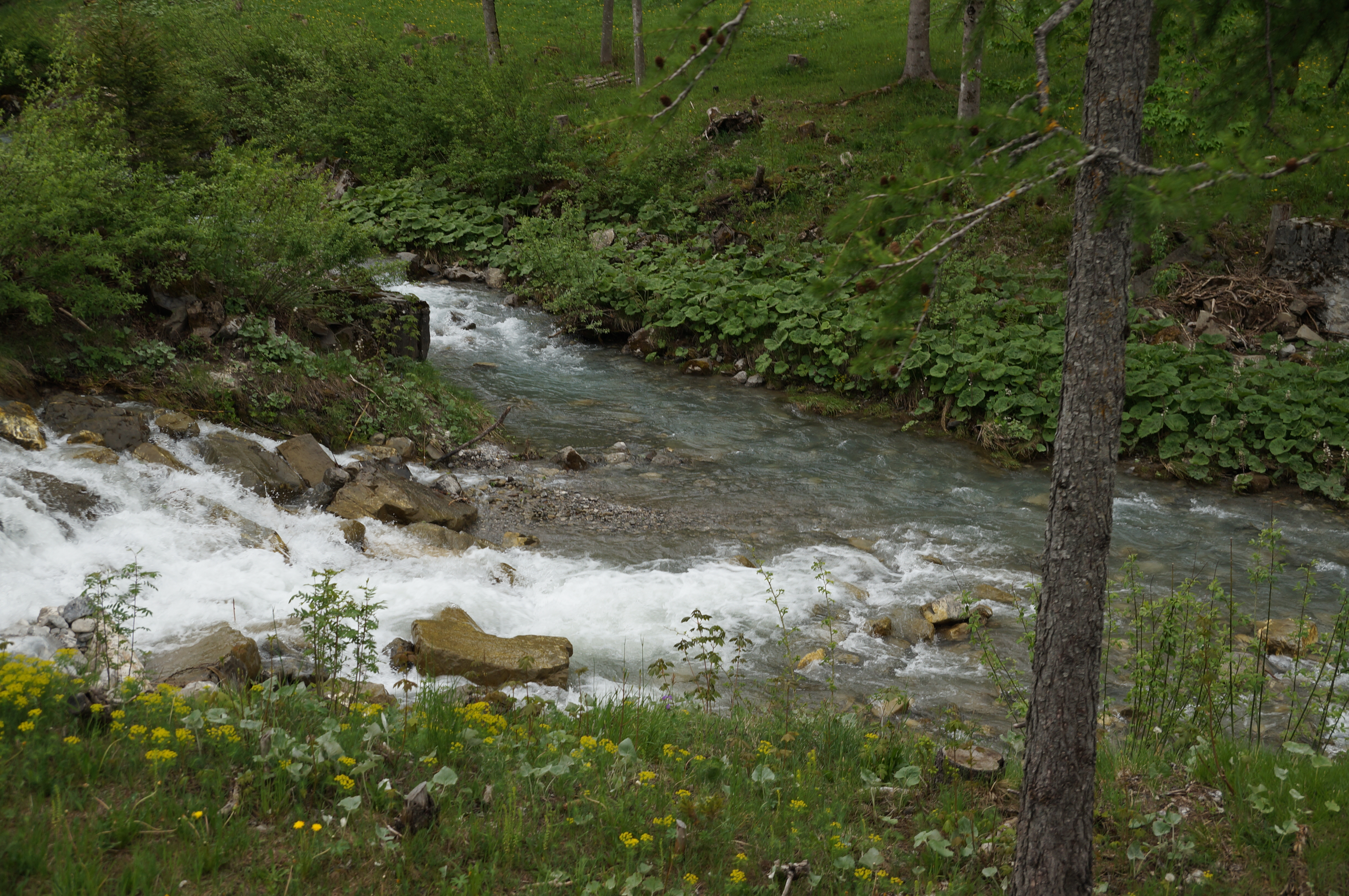
Zusammenfluss von Malbunbach (vorne) und Valünerbach in Steg, Liechtenstein

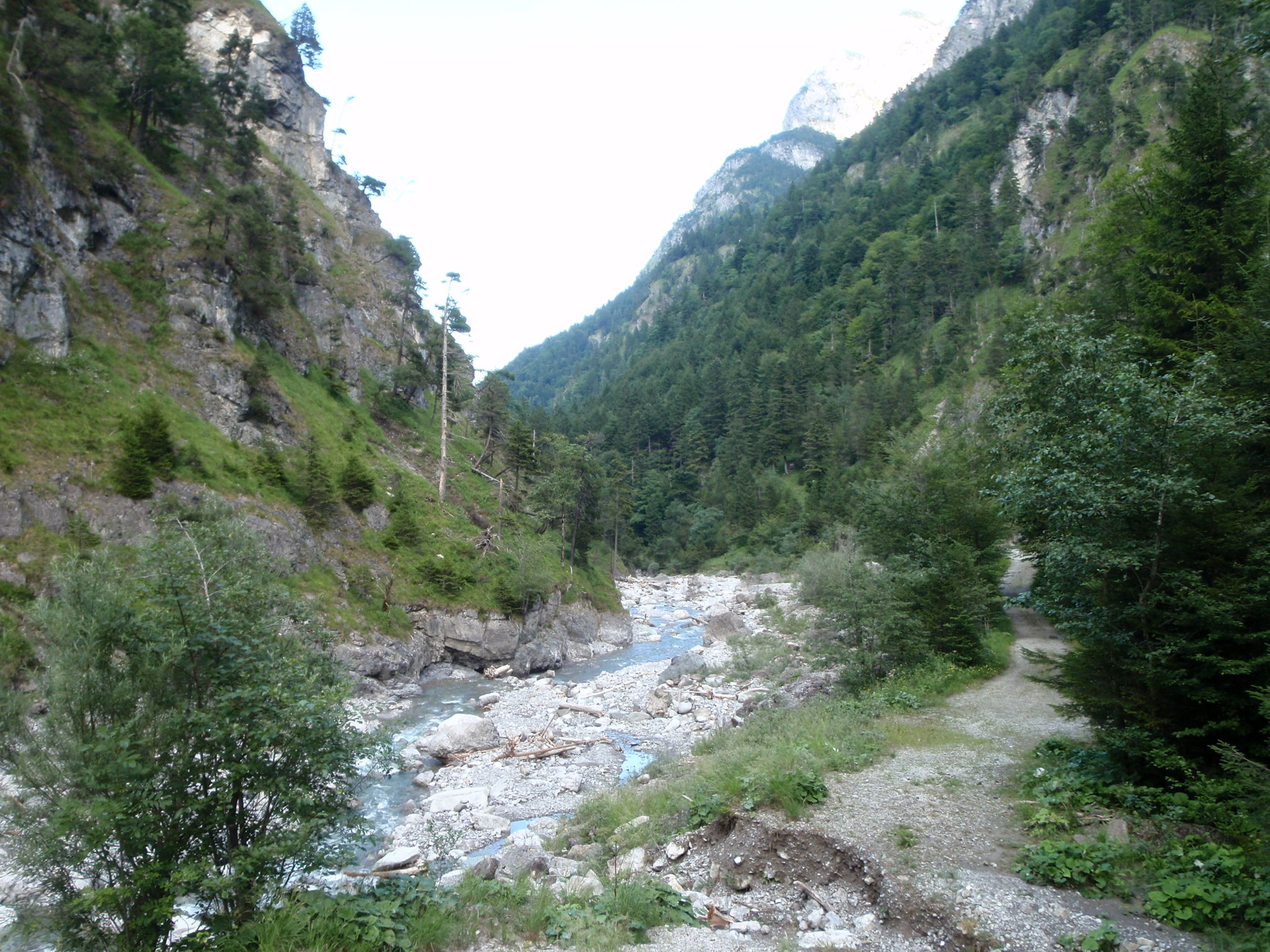
Samina

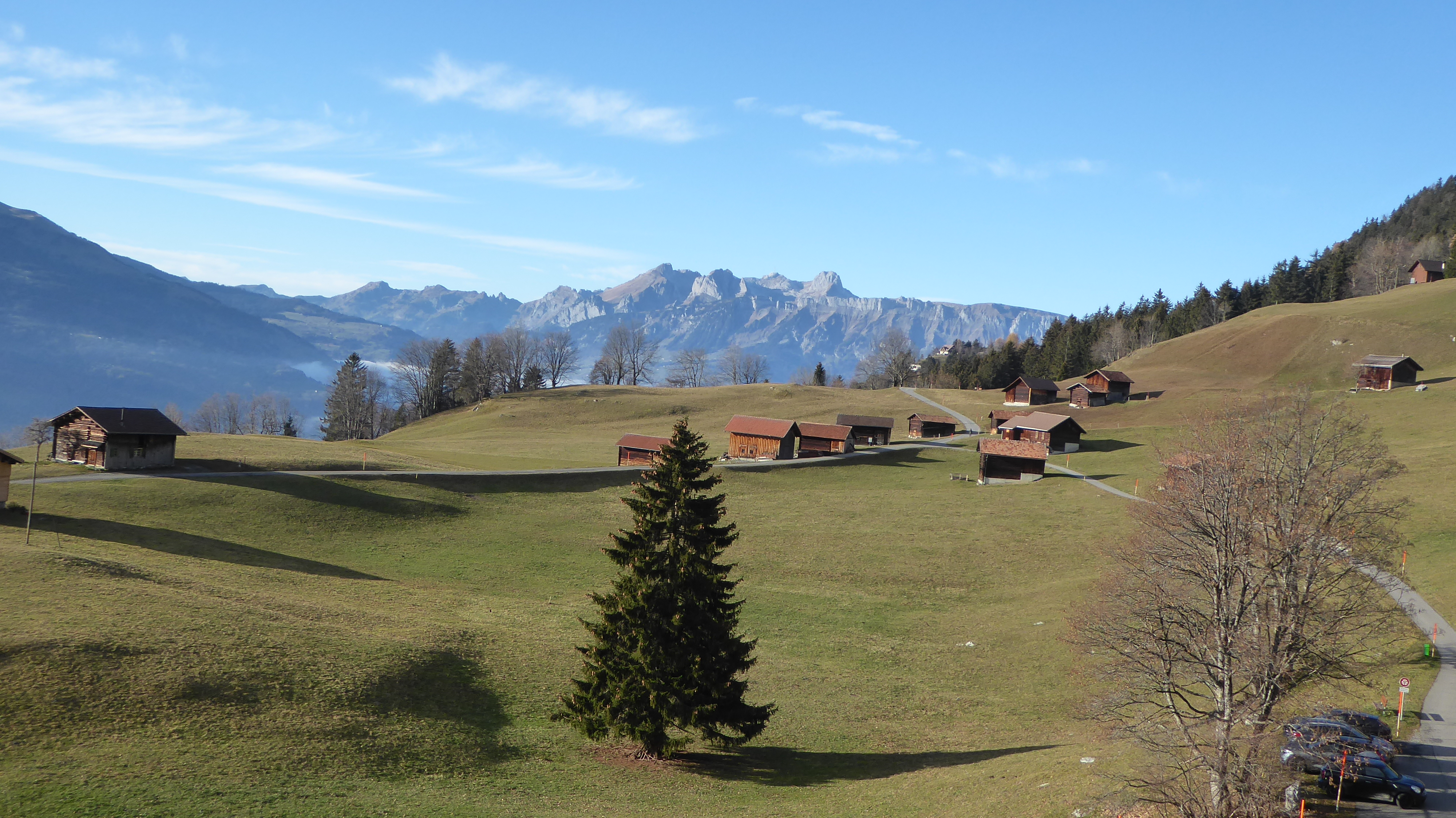
Der Weiler Gnalp liegt im spätglazialen Triesenberger Bergsturzgebiet

Die Vegetationshöhenstufen reichen in Liechtenstein von den Tieflagen bis zu den alpinen Hochlagen. Hypsografisch reicht das Gebiet vom Alpenrhein-Talgrund mit dem tiefsten Punkt in der nördlichen Rheintalebene bei Ruggell bei einer Höhenlage von 430 Metern bis zur Grauspitz an der Südgrenze zur Schweiz bei einer Höhenlage von 2599 Metern. Etwa ein Viertel der Landesfläche liegt im Talgebiet. Zwei Fünftel der Landesfläche entfallen auf die rheintalseitigen Hanglagen vom Hangfuss des Rheintals bis zum Ausläufer des Rätikonmassivs bis in Höhenlagen von über 2000 Metern. Etwa ein Drittel der Landesfläche liegt hinter der Rheintalwasserscheide im inneralpinen Raum, mit seinem tiefsten Punkt in Höhenlagen von etwa 890 Metern im Saminatal und dessen Bergspitzen Höhenlagen von etwa 2500 Metern erreichen.
Die Gliederung Liechtensteins zeigt deutlich drei Räume, die sich in Klima, Exposition und Nutzung unterscheiden mit einer grossen landschaftlichen Vielfalt auf diesem kleinen Raum:
Der inneralpine Raum Liechtensteins besteht aus verschiedenen Geländekammern, die überwiegend den Einzugsgebieten der drei Hauptgewässer Valünabach, ab Steg Samina genannt, Malbunbach und Valorschbach entsprechen. Die Samina sammelt den überwiegenden Teil des inneralpinen Oberflächenwassers und führt es in die Vorarlberger Ill ab.
Auch die rheintalseitigen Hanglagen sind reich gegliedert. Vom Norden zwischen den Steilwänden des Drei Schwestern-Massivs bis zum Süden mit dem vom Falknismassiv dominierten Lawenatal schiebt sich das sanfte, spätglaziale Triesenberger Bergsturzgebiet. Südlich und nördlich davon dominiert der Wald das Landschaftsbild. Dieser Wald wird auf halber Höhenlage nur von einzelnen landwirtschaftlich genutzten Terrassen unterbrochen. Vertikal folgen auf eine Vielzahl von Rüfeschuttfächern am Hangfuss schroffe Felswände oder tiefe Einschnitte in grösseren Höhenlagen (sehr deutlich bei den Drei Schwestern).
Der Talraum gliedert sich in mindestens zwei Bereiche. Ein schmales, durch die umgebenden Berge klar eingefasstes Tal erstreckt sich von Balzers bis Schaan, dessen Ebene an der schmalsten Stelle – an der südlichen Landesgrenze – kaum mehr als 1,5 km breit ist. Die Berge treten trichterähnlich nördlich von Schaan zurück und es erstreckt sich eine breite Ebene.
Das Bergsturzgebiet weist im Übergang zum Talboden viele strukturierte Kleinräume mit Hecken, Gehölzen sowie Obstbäumen auf. Beispielsweise ist in den Rüfen ein klarer Übergang vom bewaldeten Teil zu dem Bachbett, das der Dynamik des Wildwassers unterliegt. Ein weiteres Beispiel ist die Talebene des Liechtensteiner Unterlandes, die durch den Eschnerberg deutlich landschaftlich aufgeteilt ist.
Im Rheintal entlang des Flusses und in der südlichen Landeshälfte befinden sich vorwiegend Alluvialböden über Lehm und/oder Kies und im nördlichen Landesteil gibt es reine Moorböden. Die Auenwälder des Rheins wurden weitgehend gerodet und nehmen nur noch als nicht mehr überschwemmte Galeriewälder nur fast 3 % der Talebene ein. Die früher typischen einmahdigen, artenreichen Streuwiesen sind stark auf nur noch auf etwa 160 ha zurückgegangen.
In den Gebirgen überwiegen als Untergrund Kalkgestein sowie Dolomitgestein, zudem gibt es den karbonatischen Bündner Schiefer. Nur vereinzelt und lokal begrenzt gibt es silikatische Gesteine (beispielsweise Buntsandstein, Glauconit).

### Klima
Die Rheintalebene und die westexponierten Hänge sind dem submontan/montan-mitteleuropäischen Klimatyp zuzuordnen. Bei diesen Klimabedingungen bildet die Rotbuche auf geeigneten Lagen die Klimaxwälder. Vermutlich würde die Rotbuche etwa 70 % der Waldfläche bilden. Auf liechtensteinischem Gebiet wird der Übergang zwischen dem atlantisch getönten, feuchtkühlen Klima des Bodenseegebietes und dem kontinentaleren, trockenwarmen Klima der inneralpinen Trockeninsel um Chur spürbar (beispielsweise markante Verbreitungsgrenze der Europäischen Stechpalme (Ilex aquifolium) an der Südgrenze des Fürstentum Liechtenstein). Die Jahresdurchschnittstemperatur des Talraumes liegt bei etwa 9 °C. Im Regenschatten des Säntismassives ist der Hauptort Vaduz mit etwa 1000 mm Jahresniederschlag eine relative Trockeninsel; nördlich und südlich angrenzend erhalten die Gebiete 1100 mm. Einen wesentlichen Anteil an der relativen Klimagunst mit dem Vorkommen ausgesprochen xerothermophiler Pflanzenarten und -gesellschaften hat der Föhn mit etwa 40 Föhntagen im Jahr.

## Pflanzengesellschaften

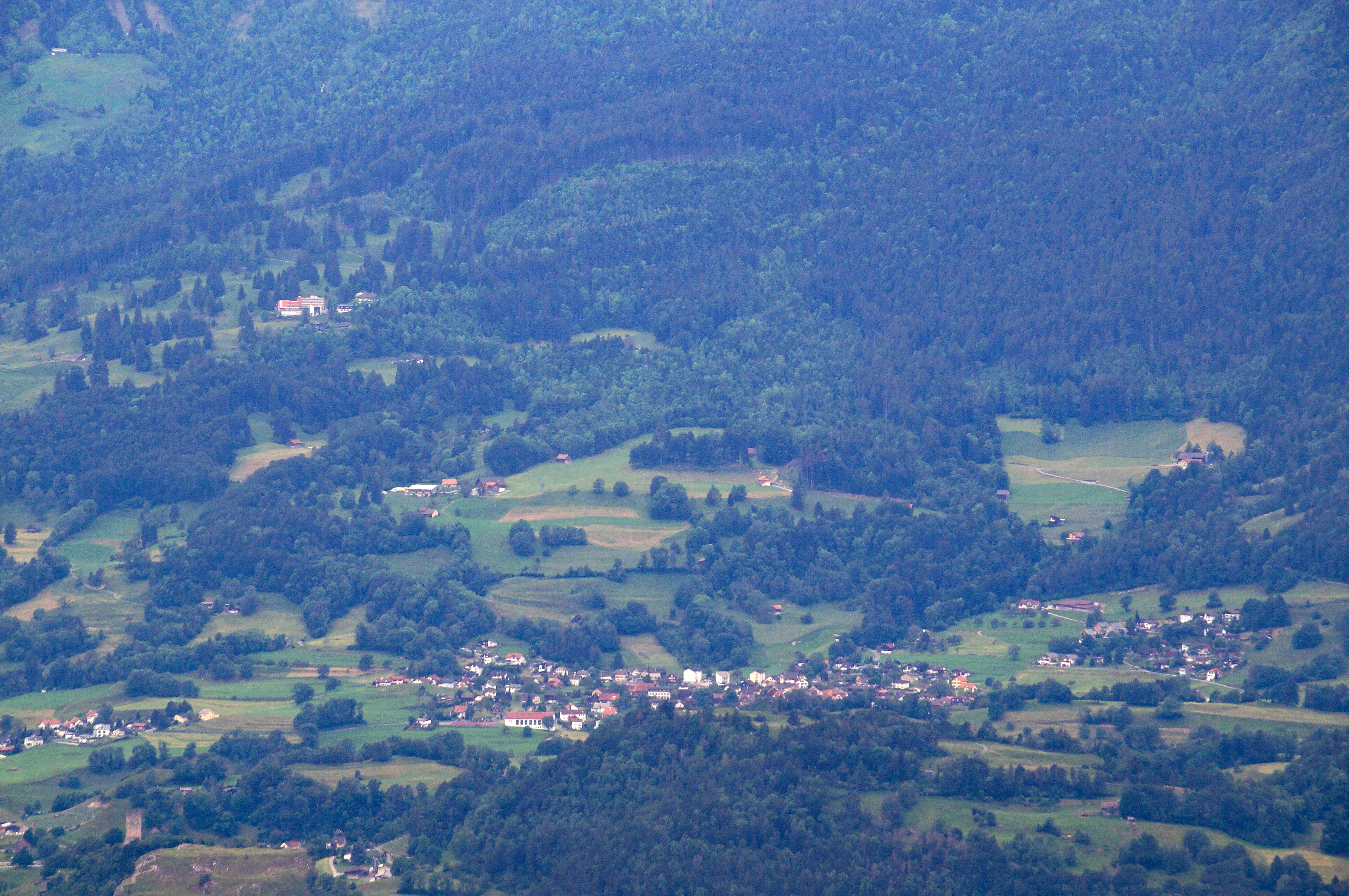
Landschaft um Oberschan mit Wechsel von Wald-, Acker- und Weidenutzung

Auf Grund seiner naturräumlichen Voraussetzungen (siehe oben) ist im Fürstentum Liechtenstein die natürliche Vegetation potentiell sehr differenziert. Besonders in der anthropogen stark beeinflussten Intensivlandschaft des Alpenrheintales ist ein Verlust an Primärbiotopen und an Biodiversität vorhanden. Neben der intensiven, technisierten Landwirtschaft führen Bautätigkeit im Verkehrs- und Siedlungsbereich sowie die Regulierung und Verbauung der Gewässer zum Hochwasserschutz und zur Entwässerung zum Verlust an naturnahen Lebensraum. Es erfolgt eine Uniformierung der Landschaft mit einer Dominanz der anthropogen beeinflussten, konkurrenzstarken Pflanzengemeinschaften in einer stark gestörten Kulturlandschaft. Im Talraum kommt auf meist kleinen Flächen eine Vielzahl an unterschiedlichen Pflanzengesellschaften vor. Fast die Hälfte dieser Pflanzengesellschaften ist degradiert, dies sind vor allem Ruderal- und Segetalgesellschaften. Mit zunehmender Höhenlage nimmt diese negative Situation ab. Seit Ende des Weltkrieges können Neophyten und wärmeliebende Pflanzenarten im klimabegünstigten Talraum mit den schnellen Veränderungen am besten mithalten und verbreiten sich zunehmend in Biotopen wie Streuwiesen und Röhrichten. Die ursprünglichen Pflanzenverbände kommen nur noch vereinzelt oder in Schutzgebieten vor. Dies gilt besonders für Pflanzengesellschaften der Gewässer oder Feuchtgebiete, die unter veränderten hydrologischen Verhältnissen durch Flussverbauungen und Drainagierung leiden. Die Anzahl der Arten der Rote Liste gefährdeter Pflanzen ist in diesen Biotopen weitaus am höchsten. Auch die mageren Wiesenflächen werden im Bergland zu Brachland und im Talraum immer intensiver genutzt. Weitgehend verschont von der Industrialisierung und den volkswirtschaftlichen Veränderungen blieb der Raum der Berge. Trotz der anthropogenen Veränderungen der höhergelegenen Flächen trägt dort die halbextensive bis halbintensive Bewirtschaftung zum Erhalt der Biodiversität bei. Die Gefahren der Verbrachung und der Auswirkungen des Tourismus sind im Bergraum höher zu bewerten als die Gefahren der Intensivierung.
Es gibt Waldgesellschaften und viele weitere Pflanzengesellschaften.
Die Hauptvorkommen von Waldgesellschaften liegen in der montanen Stufe. Insgesamt wurden von Schmider & Burnand 1988 40 Waldgesellschaften beschrieben (dabei wurden die speziellen Ausformungen, beispielsweise Pulmonario-Fagetum caricetosum albae, nicht extra gezählt). Die Höhenverteilung der Waldgesellschaften entspricht 7 % im Tal, 70 % in der montanen Stufe, 3 % im Übergangsbereich zum subalpinen Gebiet und 17,5 % in der Zone der Waldgrenze.
Vegetationseinheiten in waldfreien Gebieten gibt es im Fürstentum Liechtenstein 185, sie sind 22 Klassen zugeteilt. In unterschiedlicher Häufigkeit sind diese auf die vier wichtigsten Naturgrossräume verteilt: 92 Assoziationen und Pflanzengesellschaften kommen im Talraum vor, in der montanen Stufe der rheintalseitigen Berghänge in Höhenlagen von 500 bis 1600 Metern sind es 30, im Gebirge über 1600 Metern 37 und an den verschiedenen Gewässern kommen 27 Pflanzengesellschaften vor.

### Vegetationseinheiten

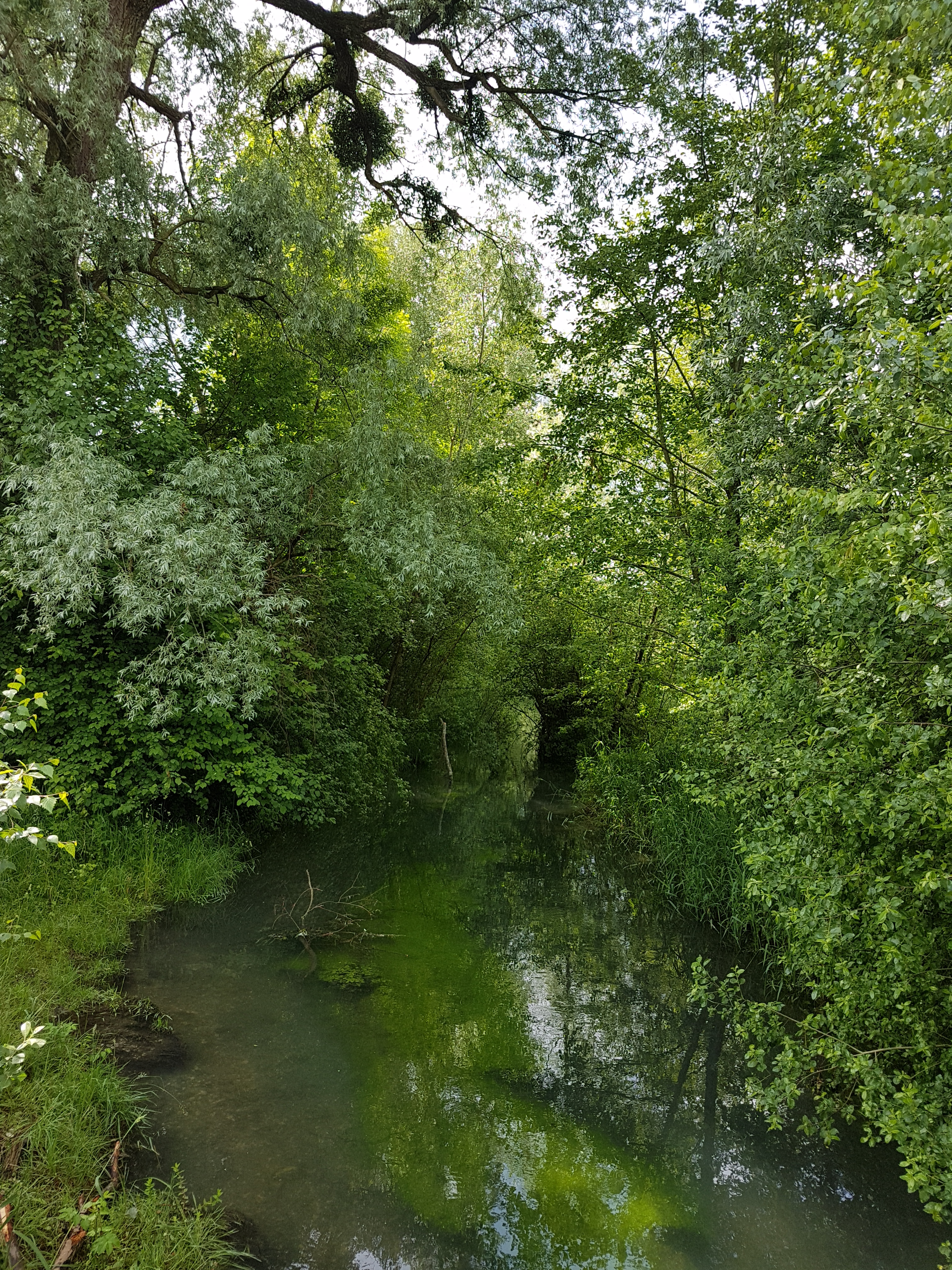
Auwald-Rest und Mühlebach im Naturschutzgebiet Ruggeller Riet

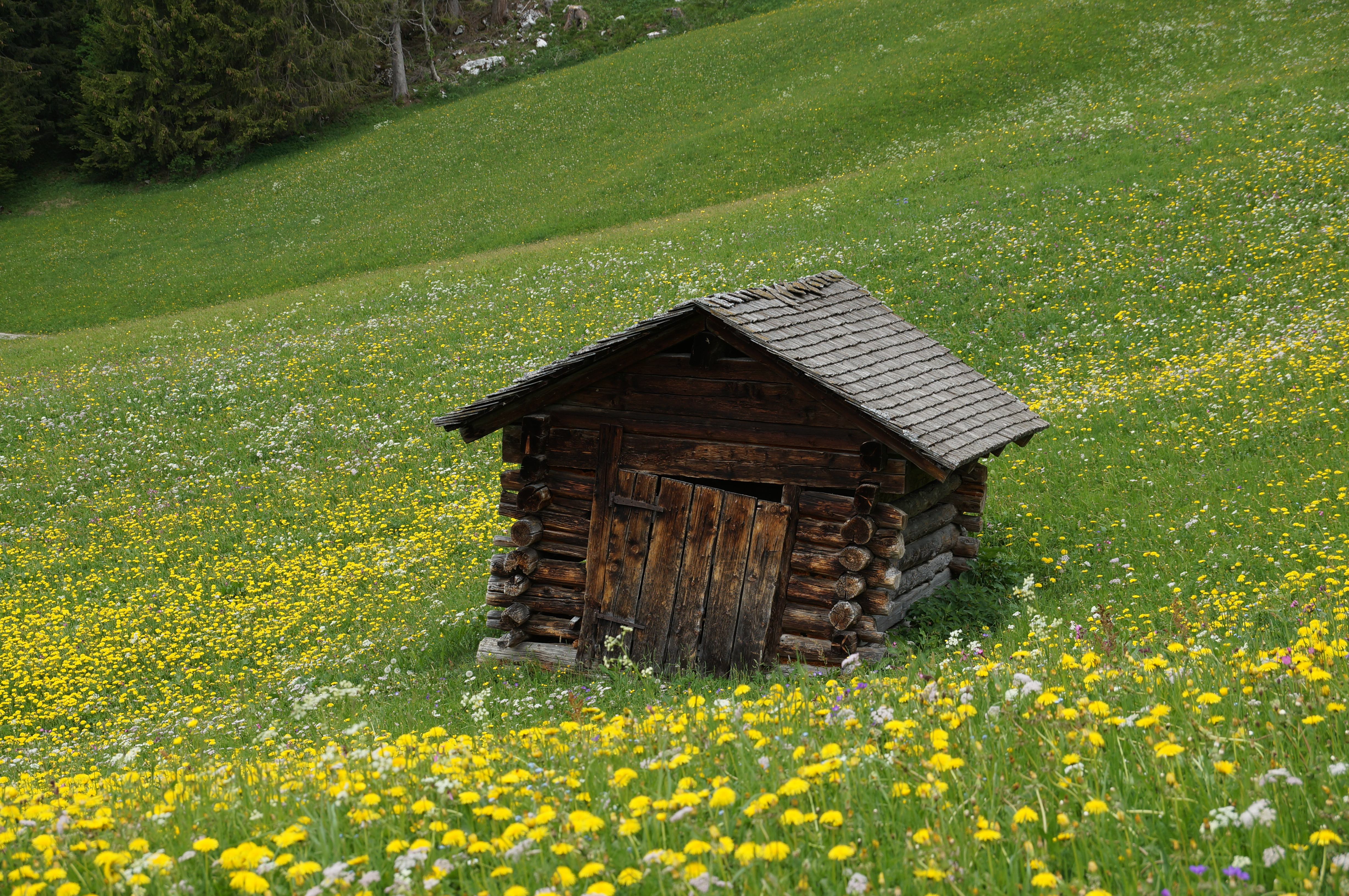
Stark gedüngte Wiese mit Löwenzahn als Hauptblühaspekt

Es gibt in Liechtenstein 185 Assoziationen und Pflanzengesellschaften.
Vegetationseinheiten aus Mühlbauer 2008:
- Segetal- und Ruderalgesellschaften, Mitteleuropäische Wirtschaftsgrünländer (anthropogen)
  - Klasse Therophytenreiche synanthrope Ackerwildkrautgesellschaften Stellarietea mediae
Unterklasse Violenea arvensis
    - Ordnung Bodensaure Getreideunkrautgesellschaften = Sperguletalia arvensis
      - Verband Fingerhirsen und Borsthirsengesellschaften = Panico-Setarion
        - Assoziation Borstenhirsen Knopfkraut Gesellschaft = Setario-Galinsogetum parviflorae
        - Assoziation Fingerhirsengesellschaft = Digitaria sanguinalis Gesellschaft
        - Assoziation Hühnerhirsengesellschaft = Spergulo-Echinochloetum crus-galli
        - Assoziation Quirlige Borstenhirse Gesellschaft = Setaria verticillata Gesellschaft
        - Assoziation Panicum capillare Gesellschaft
        - Assoziation Panicum dichotomiflorum Gesellschaft
        - Assoziation Möhrenhirse Gesellschaft = Sorghum halepense Gesellschaft
        - Assoziation Amaranthus hybridus Gesellschaft
        - Assoziation Senecio inaequidens Gesellschaft
        - Assoziation Amaranthus blitoides Gesellschaft

      - Verband Knöterich-Spörgel-Gesellschaften Polygono-Chenopodion polyspermi
        - Assoziation Vielsamengänsefuss – Sauerkleegesellschaft = Chenopodio-Oxalidetum fontanae

    - Ordnung Basiphile Ackerunkrautgesellschaften Papaveretalia rhoedias
      - Verband Ehrenpreis-Sonnenwolfsmilch-Gesellschaften Vernico-Euphorbion
        - Assoziation Bingelkraut-Flur = Mercurialietum annuae
        - Assoziation Ackerehrenpreis-Gesellschaft = Soncho-Veronicetum agrestis
        - Assoziation Mohnflur = Papaveretalia Fragmentgesellschaft

Unterklasse Einjährige Ruderalgesellschaften Sisymbrietea
    - Ordnung Raukengesellschaften Sisymbrietalia
      - Verband Wegeraukengesellschaften Sisymbrion officinalis
        - Assoziation Regenschutz-Hühnerhofscheisse-Wegmalvengesellschaft = Urtico urentis-Malvetum neglectae
        - Assoziation Kompasslattichflur = Conyzo-Lactucetum serriolae
        - Assoziation Sophienraukengesellschaft = Agropyro-Descurainietum sophiae
        - Assoziation Mäusegersten Gesellschaft = Hordetum murini
        - Assoziation Einjähriges Berufkraut-Gesellschaft = Erigeron annuus Gesellschaft
        - Assoziation Acker-Doppelrauke-Gesellschaft = Diplotaxis muralis Gesellschaft

  - Klasse Einjährige Trittfluren Polygono-Poetea annuae
    - Ordnung Einjährige Trittgesellschaften Polygono-Poetalia annuae
      - Verband Vogelknöterich Trittgesellschaften Matricario matricarioides-Polygonion arenastri
        - Assoziation Vogelknöterich-Verband Polygono arenastri-Matricarietum discoideae
        - Assoziation Eragrostis minor-Polygonum aviculare Gesellschaft
        - Assoziation Polygonum calcatum Gesellschaft
        - Assoziation Einjähriges-Rispengras-Trittrasen = Poa annua Gesellschaft

      - Verband Mastkraut-Trittgesellschaften Saginion procumbentis
        - Assoziation Mastkraut-Silbermoos Gesellschaft = Sagino procumbentis-Bryetum argentei

      - Verband Lägerrispengras-Gesellschaften Alchemillo-Poion supinae
        - Assoziation Bergspitzgras-Pfad = Alchemillo-Poetum supinae

  - Klasse Wirtschaftsgrünländer Molinio-Arrhenatheretea
    - Ordnung Mesophile Trittrasen und -fluren der Waldwege Plantagini Prunelletalia
      - Verband Feuchte bis nasse Trittrasen Plantagini-Prunellion
        - Assoziation Gesellschaft der Zarten Binse = Juncetum tenuis
        - Assoziation Wegwarten-Wegrand-Gestrüpp = Cichorium intybus Gesellschaft
        - Assoziation Flache Quellsimse-Trittrasen = Blysmus compressus Gesellschaft

    - Ordnung Kriechrasengesellschaften Potentillo-Polygonetalia
      - Verband Flutrasen Potentillion anserinae
        - Assoziation Gesellschaft des Kriech-Straussgrases = Agrostis stolonifera – Potentilla anserina Gesellschaft
        - Assoziation Gesellschaft des Platthalm-Rispengrases = Poa compressa Gesellschaft

    - Ordnung Nährstoffreiche Mähwiesen und Weiden Arrhenatheretalia
      - Verband Fettweiden und Parkrasen Cynosurion
        - Assoziation Weidelgras-Weiden = Lolio perennis-Cynosuretum
        - Assoziation Weidelgras-Breitwegerich Rasen = Lolietum perennis
        - Assoziation Rotschwingel-Straussgrasweide = Festuco-Cynosuretum
        - Assoziation Alopecurus Dominanzgesellschaft

      - Verband Planar-kolline Frischwiesen Arrhenatherion elatioris
        - Assoziation Glatthaferwiese = Dauco Arrhenatheretum elatioris

    - Ordnung Almwiesen und -weiden Poo alpinae-Trisetalia
      - Verband Gebirgs-Goldhaferwiesen Polygono-Trisetion
        - Assoziation Gebirgs-Goldhaferwiese = Trisetetum flavescentis

      - Verband Alpine Fettweiden Poion alpinae
        - Assoziation Subalpine Kammgrasweide = Crepido-Cynosuretum
        - Assoziation Subalpine Milchkrautweide = Crepido-Festucetum commutatae
        - Assoziation Violettschwingelrasen = Trifolio thalli-Festucetum violaceae

    - Ordnung Nasse Wiesen und Hochstaudenfluren Molinietalia coeruleae
      - Verband Pfeifengras-Streuwiesen Molinion caeruleae
        - Assoziation Binsen-Pfeifengras-Wiese = Junco-Molinietum
        - Assoziation Iris Sibirica Pfeifengraswiese = Iris sibirica Gesellschaft
        - Assoziation Holcus lanatus Dominanzgesellschaft

      - Verband Feucht- und Nasswiesen Calthion
        - Assoziation Waldsimsen Wiese Scirpetum sylvaticae

      - Verband Mädesüss-Staudenfluren Filipendulion
        - Assoziation Gilbweiderich-Mädesüss-Flur = Lysimachio vulgaris-Filipenduletum

  - Klasse Halbruderale Halbtrockenrasen und nitrophytische Saumgesellschaften Artemisietea vulgaris
    - Ordnung Xerotherme zweijährige Ruderalgesellschaften Onopordetalia acanthii
      - Verband Möhren-Steinklee-Ruderalfluren Dauco-Melilotion
        - Assoziation Steinklee Gestrüpp = Echio-Melilotetum
        - Assoziation Rotkelchige Nachtkerzengesellschaft = Oenothera erythrosepala Gesellschaft
        - Assoziation Verbascum thapsiformae-Dominazgesellschaft
        - Assoziation Huflattichflur = Poo-Tussilaginetum farfarae
        - Assoziation Bitterkraut Hichhicking Flur = Dauco-Picridetum hieracioides

      - Verband Klettenfluren Arction lappae
        - Assoziation Schwarznessel-Guter Heinrich Flur = Balloto-Chenopodietum boni-henrici
        - Assoziation Taubennessel-Schwarznessel Flur = Lamio albi-Ballotetum nigrae
        - Assoziation Alpenampfer Flur = Rumicetum alpini
        - Assoziation Artemisia vulgaris Gesellschaft

  - Klasse Ausdauernde nitrophile Ruderal- und Gebüschgesellschaften Galio-Urticetea
    - Ordnung Nitrophile Staudenfluren, Saum- und Verlichtungsgesellschaften = Lamio albi-Chenopodietalia boni-henrici
      - Verband Frische nitrophile Säume Aegopodion podagrariae
        - Assoziation Brennnessel-Giersch Staudenflur = Urtico-Aegopodietum podagrariae
        - Assoziation Glanzkerbel Saum = Aegopodio-Anthriscetum nitidi
        - Assoziation Attich Flur = Heracleo-Sambucetum ebuli
        - Assoziation Brennnessel-Flur = Urtica dioica Dominazgesellschaft
        - Assoziation Meisterwurz Flur = Peucedanum ostruthium Gesellschaft
        - Assoziation Hesperis matronalis Gesellschaft
        - Assoziation Japan-Knöterich-Hochstaudenflur = Reynoutria japonica Gesellschaft
        - Assoziation Riesenbärenklau Gesellschaft = Heracleum mantegazzianum Gesellschaft
        - Assoziation Götterbaum Gehölz = Ailanthus altissima Gesellschaft
        - Assoziation Schmetterlingsstrauch Gebüsch = Buddleja davidii Gesellschaft
        - Assoziation Robinien Gehölz = Robinia pseudoacacia Gesellschaft
        - Assoziation Gelber Hartriegel Gehölz = Cornus stolonifera Gesellschaft

      - Verband Nitrophile Waldsäume = Geo-Alliarion petiolatae
        - Assoziation Schuppenkardensaum = Cephalarietum pilosae

    - Ordnung Nitrophile Flussufersäume Convolvuletalia sepium
      - Verband Flussgreiskraut-Schleiergesellschaften Senecionion fluviatilis
        - Assoziation Goldruten Gesellschaft = Solidago serotina Gesellschaft
        - Assoziation Brennnessel-Hopfen Gesellschaft = Humulus lupulus Gesellschaft
        - Assoziation Flur des drüsigen Springkrautes = Impatiens glandulifera Gesellschaft

      - Verband Pestwurz-Fluren Petasition officinalis
        - Assoziation Pestwurz-Staudenflur = Chaerophyllo-Petasitetum officinalis

  - Klasse Rubus caesius Gesellschaften
    -       -         - Assoziation Kratzbeer-Gestrüpp = Rubus caesius Gesellschaft
- Halbtrockenrasen
  - Klasse Trocken-, Halbtrockenrasen und basiphile Magerrasen Festuco Brometea
    - Ordnung Halbtrockenrasen Brometalia erecti
      - Verband Submediterran-subatlantische Trespen-Halbtrockenrasen Bromion erecti
        - Assoziation Magerer Kalk-Halbtrockenrasen = Onobrychido viciifoliae-Brometum
- Nassstandorte
  - Klasse Scheuchzerio-Caricetea fuscae
    - Ordnung Übergangsmoor und Schlenkengesellschaft Scheuchzerietalia palustris
      - Verband Schwingrasen- und Übergangsmoorgesellschaften Caricion lasiocarpae
        - Assoziation Fadenseggengesellschaft = Caricetum lasiocarpae

    - Ordnung Kleinseggengesellschaften kalkarmer Niedermoore Caricetalia fuscae
      - Verband Kleinseggengesellschaften kalkarmer Niedermoore Caricion fuscae
        - Assoziation Braunseggengesellschaft = Caricetum nigrae
        - Assoziation Gesellschaft der Igelsegge = Carex echinata Gesellschaft

    - Ordnung Kleinseggengesellschaften basenreicher Niedermoore Caricetalia davallianae
      - Verband Kleinseggengesellschaften basenreicher Niedermoore Caricion davallianae
        - Assoziation Davallianen-Seggenrasen Caricetum davallianae
        - Assoziation Streuwiesen, Gesellschaft d. Rostroten Kopfbinse = Schoenetum ferruginei
        - Assoziation Gesellschaft der Stumpfblütigen Binse = Juncetum subnodulosi
        - Assoziation Gebirgsbinsengesellschaft = Juncetum alpini
        - Assoziation Gesellschaft der Echten Gelbsegge = Carex Flava Gesellschaft
        - Assoziation Gesellschaft der Floh-Segge = Carex pulicaris Gesellschaft

  - Klasse Röhrichte und Grossseggenrieder (Phragmito-Magnocaricetea) Phragmitetea australis
    - Ordnung Röhrichte = Phragmitetalia australis
      - Verband Grossröhrichte = Phragmitetum vulgaris
        - Assoziation Seebinsen-Röhricht = Phragmition communis
        - Assoziation Amphibische Zone = Schilf Röhricht = Scirpetum lacustris
        - Assoziation Röhricht des Breitblättrigen Rohrkolbens = Typhetum latifoliae Litoral eutropher Gewässer
        - Assoziation Wasserschwaden-Röhricht = Glycerietum aquaticae
        - Assoziation Reisqueckensumpf = Leersietum oryzoides
        - Assoziation Igelkolben-Graben-Gesellschaft = Glycerio-Sparganietum neglecti
        - Assoziation Röhricht der Graugrünen Teichbinse = Schoenoplectus tabernaemontani Gesellschaft
        - Assoziation Typha shuttleworthii Gesellschaft
        - Assoziation Zitzen Sumpfsimsen Ried = Eleocharis austriaca Gesellschaft

      - Grossseggenrieder mesotropher Standorte Verband Magnocaricion elatae
        - Assoziation Steifseggenried = Caricetum elatae
        - Assoziation Rispenseggenried = Caricetum paniculatae
        - Assoziation Schnabelseggenried = Caricetum rostratae
        - Assoziation Zypergrasseggen-Gesellschaft = Carex pseudocyperus Gesellschaft
        - Assoziation Schneidenried = Cladietum marisci
        - Assoziation Sumpfseggengesellschaft = Caricetum acutiformis
        - Assoziation Rohrglanzgras-Röhricht = Phalaridetum arundinaceae

      - Verband Grossseggenrieder eutropher Standorte Caricenion gracilis
        - Assoziation Sumpfsimsen Gesellschaft = Eleocharitetum palustris

    - Ordnung Bachbegleitende Röhrichte Nasturtio Glycerietalia
      - Verband Niedrige Bachröhrichte Glycerion-Sparganion
        - Assoziation Glycerietum fluitantis
        - Assoziation Faltsüssgras Bachried = Glycerietum plicatae
        - Assoziation Gesellschaft der Brunnenkresse = Nasturtietum officinalis
        - Assoziation Gesellschaft der Bachbunge = Veronica beccabunga Gesellschaft

    - Ordnung Wasserfenchel-Kleinröhrichte Oenanthetalia aquaticae
      - Verband Kleinröhrichte Eleocharito-Sagittarion
        - Assoziation Sumpfsimsen – Tannenwedel – Kleinröhricht = Eleocharito palustri-Hippuridetum vulgaris
        - Assoziation Gesellschaft des Einfachen Igelkolben = Sparganium emersum Gesellschaft

  - Klasse Wasserschweber- und Wasserpflanzengesellschaften Lemnetea
    - Ordnung Wasserlinsengesellschaften Lemnetalia minoris
      - Verband Gesellschaften der Kleinen Wasserlinse Lemnion minoris
        - Assoziation Gesellschaft der Kleinen Wasserlinse = Lemnetum minoris
        - Assoziation Teichlinsen-Gesellschaft = Lemno-Spirodeletum polyrrhizae
        - Assoziation Gesellschaft der Untergetauchten Wasserlinse = Lemnetum trisulcae

    - Ordnung Froschbiss-Gesellschaften Hydrocharitetalia
      - Verband Froschbiss-Gesellschaften Hydrocharition
        - Assoziation Krebsscheren-Gesellschaft = Stratiotetum aloides
        - Assoziation Gesellschaft der Kanadischen Wasserpest = Elodea canadensis Gesellschaft

    - Ordnung Wasserschlauch-Gesellschaften Utricularietalia minoris
      - Verband Wasserschlauch-gesellschaften Utricularion vulgaris
        - Assoziation Gesellschaft des Gewöhnlichen Wasserschlauches = Utricularietum neglectae

  - Klasse Wasserpflanzengesellschaften Potametea
    - Ordnung Wasserpflanzengesellschaften Potametalia
      - Verband Seerosengesellschaften Nymphaeion albae
        - Assoziation Gesellschaft der Kleinen Seerose = Nymphaetum minoris

      - Verband Fluthahnenfussgesellschaften Ranunculion fluitantis
        - Assoziation Haarblättriger Hahnenfuss-Gesellschaft = Ranunculus trichophyllus Gesellschaft
        - Assoziation Dichtes Laichkraut Gesellschaft = Groenlandia densa Gesellschaft
- Subarktische-Subalpine Hochstaudenfluren
  - Klasse Subarktische-subalpine Hochstaudengesellschaften Mulgedio-Aconitetea
    - Ordnung Subalpine Hochstaudenfluren und -gebüsche Adenostyletalia
      - Verband Subalpine Hochstaudenfluren Adenostylion alliariae
        - Assoziation Alpenmilchlattich-Hochstaudenflur = Cicerbitetum alpinae
        - Assoziation Alpenscharten-Flur = Centauretum rhaponticae
        - Assoziation Alpendost-Fluren = Adenostyles alliariae Gesellschaft

      - Verband Subalpine Hochstaudengebüsche Alnion viridis
        - Assoziation Grünerlengebüsch = Alnetum viridis
        - Assoziation Ahorn Legegebüsch = Salici appendiculatae-Aceretum pseudoplatanae
        - Assoziation Bäumchenweidengebüsch = Salicetum waldsteinianae
        - Fragmentgesellschaften

    - Ordnung Hochgrasfluren Calamagrostietalia villosae
      - Verband Saure Hochgrasfluren der Hochgebirge Calamagrostion villosae
        - Assoziation Flur des Wolligen Ritgrases = Calamagrostis villosa Gesellschaft
        - Assoziation Alpenfrauenfarnflur = Athyrietum alpestris
        - Assoziation Gebirgsfrauenfarnflur = Athyrietum filicis-feminae

    - Ordnung Subalpine und alpine Lägerfluren Rumicetalia alpini
      - Verband Subalpine und alpine Lägerfluren Rumicion alpini
        - Assoziation Alpenampfer-Flur = Rumicetum alpini
        - Assoziation Flur des Alpen-Greisskrautes = Senecietum alpini
        - Assoziation Meisterwurzfluren = Peucedanetum ostruthii
        - Assoziation Gänsefuss-Fluren = Poo supinae-Chenopodietum boni-henrici
        - Assoziation Flur der Horstschmiele = Deschampsia caespitosa Gesellschaft
        - Assoziation Berg-Bärenklau-Flur = Heracleum montanum Gesellschaft
- Alpine Rasen und Schneebodengesellschaften
  - Klasse Zircumpolare Nacktriedsteppen und hochalpine Windkantenrasen Carici rupestris-Kobresietea bellardii
    - Ordnung Nacktriedrasen mittel- und südwesteuropäischer Hochgebirge Oxytropido-Kobresietalia
      - Verband Nacktriedrasen mittel- und südwesteuropäischer Hochgebirge Oxytropido-Elynion
        - Assoziation Nacktriedrasen = Elynetum myosuroides
        - Fragmentgesellschaften

  - Klasse Subalpin-alpine Kalkmagerrasen der mittel- und südeuropäischer Hochgebirge Seslerieta albicantis
    - Ordnung Alpine Blaugras-Gesellschaften Seslerietalia coeruleae
      - Verband Polsterseggenrasen Caricion firmae
        - Assoziation Polsterseggenrasen = Caricetum firmae

      - Verband Kalkalpine Fels- und Schuttrasen Seslerion coeruleae
        - Assoziation Blaugras-Horstseggenhalde = Seslerio-Caricetum sempervirentis
        - Fragmentgesellschaften des Seslerio Caricetum sempervirens
        - Gesellschaften der Ordnung Übergang zwischen Caricetum firmae und Seslerio-Caricetum sempervirens

  - Klasse Arktisch-alpine Schneeboden- und Schneetälchen-Gesellschaften auf Silikat Salicetea herbaceae
    - Ordnung Arktisch-alpine Silikat-Schneeböden Salicetalia herbaceae
      - Verband Silikat-Schneeböden der alpidischen Gebirge Salicion herbaceae
        - Assoziation Netzweidenspalier = Salicetum retusae-reticulatae
        - Assoziation Netzweidenspalier mit Alpenhainsimse = Salicetum mit Luzula alpino-pilosa
- Zwergstrauchheiden und Borstgrasdriften
  - Klasse Zwergstrauchheiden und Borstgrastriften Calluno-Ulicetea
    - Ordnung Atlantische Zwergstrauchheiden Vaccinio-Genistetalia
      - Verband Subatlantische Zwergstrauchheiden Genistion pilosae
        - Assoziation Heidelbeer Zwergstrauchheide = Vaccinio myrtilli-Callunetum

    - Ordnung Borstgrasrasen Nardetalia
      - Verband Atlantische und subatlantische Borstgrasrasen Violion caninae
        - Assoziation Orchideen-Borstgrasmatte = Gymnadenio-Nardetum
        - Assoziation Kreuzblumen-Borstgrasweide = Polygalo-Nardetum

      - Verband Subkontinentale Borstgrasmatten Nardo-Agrostion tenuis
        - Assoziation Subalpin-alpine Bürstlingsweiden = Nardetum strictae
        - Assoziation Borstgrasrasen = Leontodonto-Nardetum
- Zwergbinsen- und Quellfluren, Thermophile Saumgesellschaften (anthropogen)
  - Klasse Europäische Zwergbinsen-Gesellschaften Isoeto-Nanojuncetea
    - Ordnung Mitteleuropäische Zwergbinsengesellschaften Nanocyperetalia
      - Verband Zwergbinsenverbände Nanocyperion
        - Assoziation Zyperngras-Trittgesellschaft = Cyperetum flavescentis
        - Assoziation Krötenbinsen-Fahrspur-Gesellschaft = Juncetum bufonii
        - Assoziation Gesellschaft des Braunen Zypergrases = Cyperus fuscus Gesellschaft
        - Assoziation Gesellschaft der Gliederbinse = Juncus articulatus Gesellschaft

  - Klasse Quellfluren Montio-Cardaminetea
    - Ordnung Quellfluren Montio-Cardaminetalia
      - Verband Silikat-Quellfluren Cardamino-Montion
        - Assoziation Bitteres-Schaumkraut-Flur = Cardamine amara Gesellschaft
        - Gesellschaften der Klasse Veronica beccabunga Gesellschaft

  - Klasse Thermophile Saumgesellschaften Trifolio-Geranietea
    - Ordnung Thermophile Saumgesellschaften auf tiefgründigen, nährstoffreichen Böden Organetalia vulgaris
      - Verband (Sub)Xerophile Blutstorchschnabel-Saumgesellschaften Geranion sanguinei
        - Assoziation Blutstorchschnabel-Gesellschaft = Geranium sanguineum Gesellschaft
        - Assoziation Oregano-Gesellschaft = Origanum vulgare Gesellschaft
        - Assoziation Schwalbenwurz-Gesellschaft = Vincetoxicum hirundinaria Bestand
        - Assoziation Turm-Gänsekresse-Gesellschaft = Arabis turrita Gesellschaft
        - Assoziation Hirschwurz-Saum = Peucedanetum cervariae

      - Verband Mesophile Klee-Saumgesellschaften Trifolion medii
        - Assoziation Wirbeldost-Saum = Clinopodium vulgare Dominanzgesellschaft
        - Assoziation Laserkraut-Saum = Trifolio-Laserpitium latifolii
        - Assoziation Mittlerer-Klee-Saum = Trifolium medium Dominanzgesellschaft
        - Assoziation Waldwicken-Schleier = Vicietum sylvaticae
- Kahlschläge und Lichtungen (anthropogen)
  - Klasse Schlagfluren und Vorwaldgehölze Epilobietea angustifolii
    - Ordnung Mitteleuropäische Schlag- und Vorwald-Gesellschaften Atropetalia
      - Verband Tollkirschen- und Kainkletten-Schläge Atropion
        - Assoziation Tollkirschen-Schlag = Epilobium-Atropetum bellae-donnae
        - Assoziation Wasserdost-Schlagflur = Eupatorietum cannabini
        - Assoziation Hainkletten-Schlagflur = Arctietum nemorosi

      - Verband Bodensaure Schlagfluren = Carici piluliferae-Epilobion angustifolii
        - Assoziation Schmalblättriger Weidenröschen-Schlag = Epilobium angustifolium Gesellschaft
        - Assoziation Landschilf-Holzschlag = Calamagrostis epigejos Gesellschaft

      - Verband Vorwald-Staudengestrüpp Sambuco-Salicion capreae
        - Assoziation Himbeer-Schlag = Rubetum idaei
        - Assoziation Kreuzkraut-Schlag = Senecionetum fuchsii
        - Assoziation Trauben-Holunder-Gebüsch = Sambucetum racemosae
        - Assoziation Schwarzhollunder-Schlag = Sambucus nigra Gesellschaft
        - Assoziation Kratzbeeren-Schlag = Rubus caesius Gesellschaft
- Fels-, Steinschutt- und Mauervegetation
  - Klasse Steinschutt- und Geröllgesellschaften Thlaspietea rotundifolii
    - Ordnung Gesellschaften auf basischem Gestein Thlaspietalia rotundifolii
      - Verband Gesellschaft auf aktiv rutschenden alpinen Kalkschutthalden Thlaspion rotundifolii
        - Assoziation Täschelkraut-Halde = Thlaspietum rotundifolii
        - Assoziation Berglöwenzahn-Flur = Leontodontetum montanii
        - Assoziation Grossblütige Gemswurz-Flur = Doronicum grandiflorum Gesellschaft

      - Verband Subalpine Kalkschutthaldegesellschaften = Petasition paradoxi
        - Assoziation Schneepestwurz-Flur = Petasitetum paradoxi
        - Assoziation Schildfarn-Flur = Polystichetum lonchitis

    - Ordnung Pioniergesellschaften auf sauren Gletschermoränen oder bewegtem Hangschutt Androsacetalia alpinae
      - Verband Silikatschuttgesellschaften = Androsacion alpinae
        - Assoziation Alpensäuerlings-Flur = Oxyrietum digynae

    - Ordnung Alpine Kiesbettfluren Epilobietalia fleischeri
      - Verband Alpigene Kiesbettfluren Salicion incanae
        - Assoziation Pionierstandort am Rhein (Gesellschaft der Deutschen Tamariske) = Myricaria germanica Gesellschaft

    - Ordnung Wärmeliebende Kalkschutgesellschaften Galio-Parietarietalia officinalis
    - Verband Montane Gesellschaften auf trockenwarmen Kalkschuttstandorten Stipion calamagrostis
      -         - Assoziation Stipetum calamagrostis

  - Klasse Fels- und Mauerspalten-Gesellschaften Asplenietea trichomanis
    - Ordnung Kalkfelsspaltengesellschaften Potentilletalia caulescentis
      - Verband Nordalpine Kalkfelsspaltengesellschaften Potentillion caulescentis
        - Assoziation Gesellschaft des Schweizer Mannsschilds = Androsacetum helveticae
        - Assoziation Dolomitfelswände Stengelfingerkraut-Flur = Hieracio humilis-Potentillietum caulescentis
        - Assoziation Fragmentarische Ausbildung von Potentilletalia caulescentis-Mauerstandorte

      - Verband Schattenliebende Kalkfelsgesellschaften an Felsstandorten Cystopteridion
        - Assoziation Flur mit Strahlensame und Alpen-Blasenfarn = Heliospermo-Cystopteridetum alpinae
        - Assoziation Blasenfarnflur = Cystopteridetum fragilis

    - Ordnung Mauerfugengesellschaften des temperaten Europas Tortulo-Cymbalarietalia
      - Verband Mauerrauten-Cymbelkraut-Verband Cymbalario-Asplenion
        - Assoziation Mauerrauten-Flur = Asplenietum trichomano-rutae-murariae
        - Assoziation Zymbelkraut-Mauerfugen-Flur = Asplenietum trichomano-rutae-murariae cymbalarietosum
        - Assoziation Weisse Mauerpfeffer-Felsspalten-Flur = Sedum album Variante
        - Assoziation Mauerkronengesellschaft = Sedum dasyphyllum Gesellschaft
- Montane Kalkschutt- und Alluvionengesellschaften
  - Klasse Sandrasen, Felsgrusfluren und Felsbandgesellschaften Koelerio-Corynephoretea
    - Ordnung Felsgrus- und Felsbandgesellschaften Sedo-Scleranthetalia
      - Verband Felsgrus- und Felsbandgeselllschaften Seslerio-Festucion pallentis
        - Assoziation Wimper-Perlsgras-Flur = Melica ciliata Gesellschaft
        - Assoziation Edel-Gamander-Flur = Teucrium chamaedrys Dominanzgesellschaft

## Naturschutz
Der Schutz von Natur und Landschaft ist ein gesellschaftliches Anliegen, das im Gesetz zum Schutz von Natur und Landschaft formuliert ist. Für das Fürstentum Liechtenstein wurde das Gesetz vom 23. Mai 1996 zum Schutz von Natur und Landschaft erlassen.

## Naturschutzgebiete
Mit Verordnung geschützt sind in Liechtenstein zehn Naturschutzgebiete. Die Lage und Form dieser Naturschutzgebiete können im Geodatenportal des Amts für Umwelt der Landesverwaltung des Fürstentums Liechtenstein eingesehen werden.

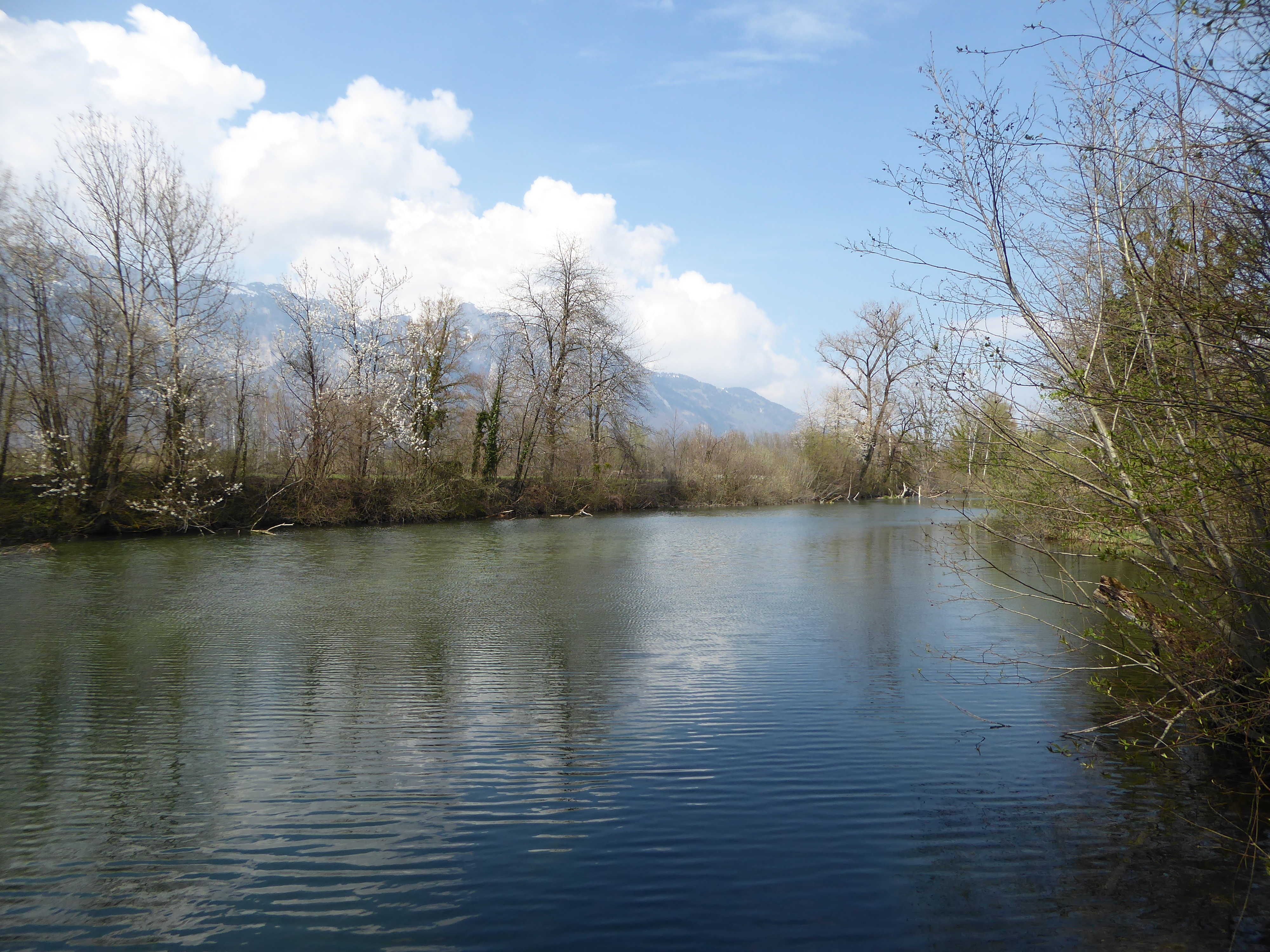
Gampriner Seelein

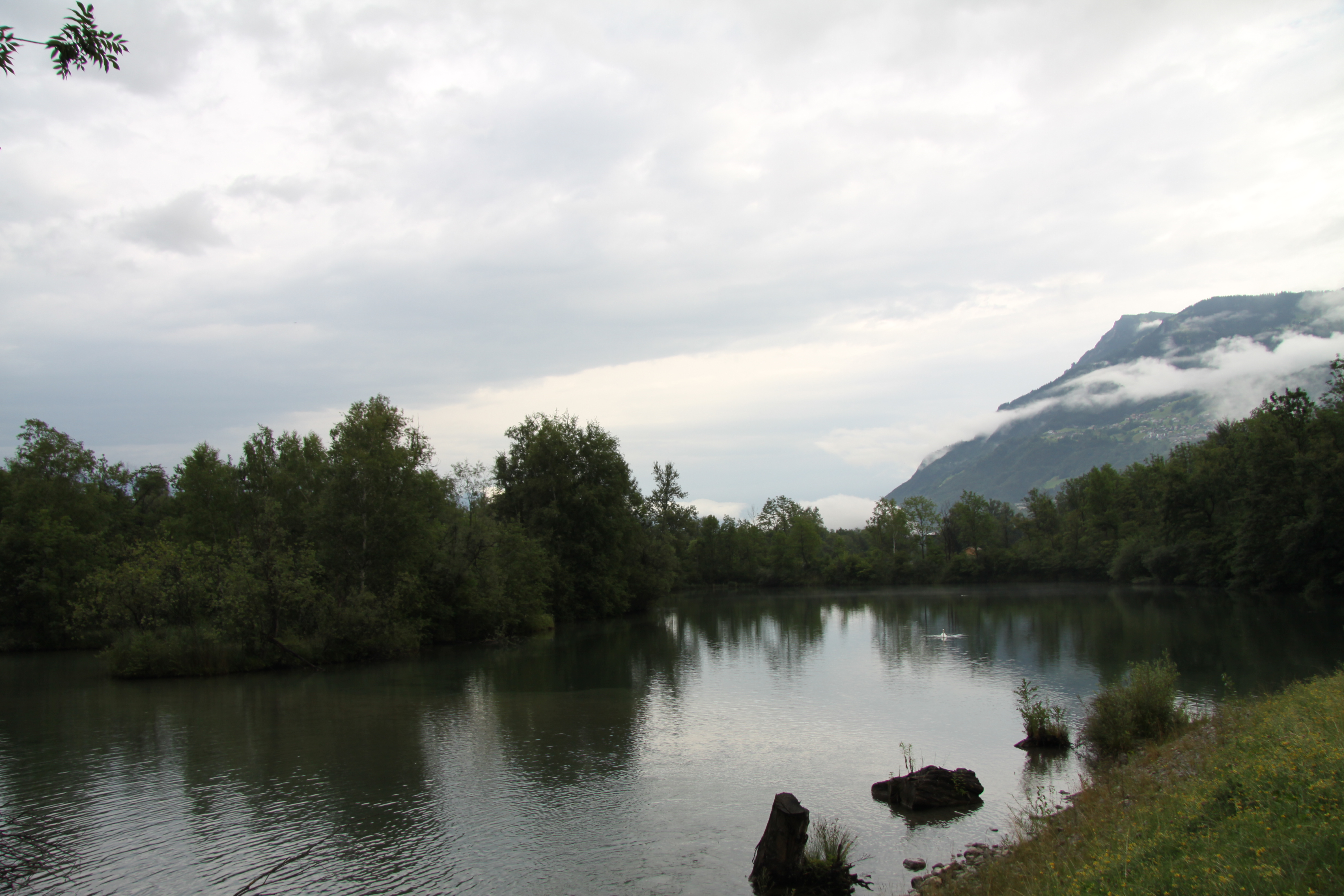
Naturschutzgebiet Triesner Heilos

- Äulehäg in Balzers

Es handelt sich um einen naturnahen, wiederbewässerten „Grundwassergiessen“ (dies ist ein Feuchtbereich, der rein vom Grundwasser gespeist wird) mit den begleitenden Gehölzen und der Ufervegetation als Reliktvegetation der ehemaligen Auenlandschaft des Rheins.
- Birka in Mauren

Es handelt sich um ein Flachmoorfragment mit ausgehobenem Torftümpel, standortstypischen Einzelbäumen und einer beachtlichen Anzahl von Wasserpflanzen-Arten.
- Gampriner Seelein

Es ist durch Auskolkung beim Rheindammbruch 1927 entstanden. Dieses Gewässer ist Lebensraum für eine wertvolle Wasserflora und -fauna. Der Verlandungsgürtel und der Galeriewaldsaum mit seiner artenreichen Krautschicht sind Lebensräume für Vögel und Kleintiere.
- Matilaberg

Die trockenen und feuchten Magerwiesen beheimaten rund 280 Pflanzenarten, darunter allein 15 Orchideenarten. Die Magerwiesen und -weiden werden von artenreichen Waldrändern, Hecken und Einzelbäumen umrahmt. Diese reich strukturierte Landschaft mit der vielfältigen Vegetation beinhaltet eine ebenso mannigfaltige Tierwelt mit vielen seltenen Arten.
- Ruggeller Riet, Gemeinde Ruggell und Schellenberg

Das Ruggeller Riet und das Hasler Mahd sind vegetationskundlich und kulturgeschichtlich wichtige Streue- und Moorwiesengebiete von internationaler Bedeutung. Die Riet-Kulturlandschaft ist ein Flachmoor und beinhaltet eine reiche und seltene Vielfalt an Pflanzengesellschaften, Biotopen und Landschaftsstrukturen.
- Schneckenäule und Teilfläche in der Au in Ruggell

Das Gebiet Schneckenäule und die Teilfläche in der Au bestehen aus einem lichten Föhrenbestand mit einzelnen Stieleichen und Streuwiesen mit hoher naturkundlicher und kulturhistorischer Bedeutung.
- Schwabbrünnen/Äscher, Gemeinde Eschen, Planken und Schaan

Das Schutzgebiet Schwabbrünnen/Äscher ist ein aus botanischer und faunistischer Sicht bedeutsames Flachmoor mit einmaligen Lebensräumen für seltene Tierpopulationen und Pflanzengesellschaften. Weiher, Quellen, Sinterflächen, Bäche und Gräben, Waldflächen sowie die Schlammsammler erhöhen die Vielfalt an Biotopen und ökologischen Nischen.
- Triesner Heilos

Dieses Gebiet beinhaltet eine Teichlandschaft bestehend aus offenen Wasserflächen unterschiedlicher Tiefe, verschiedenste Ausprägung der Uferzonen und naturnahe Waldflächen.
- Wisanels in Mauren

Das Schutzgebiet Wisanels ist die letzte Flachmoorparzelle mit Restbeständen der Sibirischen Schwertlilie in Mauren.
- Mareewiesen in Vaduz

Es handelt sich um einen trockenen Magerstandort mit einer Vielzahl an seltenen und geschützten Pflanzenarten, beispielsweise auch einige Orchideen-Arten.

## Pilz- und Pflanzenarten in Liechtenstein
Gefäßpflanzen-Arten werden in der Roten Liste unten nur teilweise aufgelistet, da im Gebiet 1531 insgesamt Arten vorkommen. Die Moosarten werden hier aufgelistet.

### Moose
In Liechtenstein sind kalkholde Moose am häufigsten. Arten der Moose, die auf sauren Unterlagen am besten gedeihen, kommen nur auf rohhumusreichen Wald- und Heideböden, Faulholz, erratischen Blöcken (= Findlingen) oder silikathaltigen Sandsteinen vor. Moos-Arten wurden in Liechtenstein am häufigsten in Teilen des Ruggeller- und Schellenberger-Rietes, in den Resten der Auen-Wälder des Talraumes, auf dem Eschnerberg (Vordere Gantenstein), im Lutzengütle und im Malanserwald, auf dem Burghügel Gutenberg, in der Mälsner Allmend, im Ellholz in Balzers, in den Bergwäldern im unteren Saminatal, auf den bewaldeten West- und Osthängen des Buntsandsteingebietes zwischen Krüppel und Heubühl, auf dem Sareiser Grat, auf dem Gipfelplateau des Augstenberges, im sumpf- und wasserreichen Gelände Weiherböden/Fluh und Sass, in den Gratbereichen Plasteikopf, Demmerahöhe und Grauspitz gefunden. In Liechtenstein leben viele Moos-Arten als Epiphyten.
Im Jahr 2000 wurden durch Hans-Peter Senn 100 Arten der Lebermoose (Hepaticae) und 340 Arten der Laubmoose (Musci) aufgelistet:
- Aloina rigida (Hedw.) Limpr.
- Amblyodon dealbatus (Hedw.) B. & S.
- Amblystegium convervoides (Brid.) B., S. & G.
- Amblystegium riparium (Hedw.) B., S. & G.
- Amblystegium serpens (Hedw.) B., S. & G.
- Amblystegium subtile (Hedw.) B., S. & G.
- Amblystegium varium (Hedw.) Lindb.
- Anastrepta orcadensis (Hook.) Schiffn.
- Anastrophyllum hellerianum (Nees ex Lindenb.) Schust.
- Anastrophyllum minutum (Schreb.) Schust.
- Andreaea rupestris Hedw.
- Aneura pinguis (L.) Dum.
- Anomodon attenuatus (Hedw.) Hüb.
- Anomodon longifolius (Brid.) Hartm.
- Anomodon viticulosus (Hedw.) Hook. & Tayl.
- Anthelia juratzkana (Limpr.) Trev.
- Antitrichia curtipenduia (Hedw.) Brid.
- Apometzgeria pubescens (Schrank) Kuw.
- Asterella lindenbergiana (Corda ex Nees) H.Arnell
- Atrichum undulatum (Web.) P.Beauv.
- Aulacomnium androgynum (Hedw.) Schwaegr.
- Aulacomnium palustre (Hedw.) Schwaegr.
- Barbilophozia attenuata (Mart.) Loeske
- Barbilophozia barbata (Schmid. ex Schreb.) Loeske
- Barbilophozia floerkei (Web. & Mohr) Loeske
- Barbilophozia kunzeana (Hüb.) K.Müll.
- Barbilophozia lycopodioides (Wallr.) Loeske
- Barbula convoluta Hedw.
- Barbula crocea (Brid.) Web. & Mohr
- Barbula unguiculata Hedw.
- Bartramia halleriana Hedw.
- Bartramia ithyphylla Brid.
- Bazzania flaccida (Dum.) Grolle
- Bazzania tricrenata (Wahlenb.) Lindb.
- Bazzania trilobata (L.) S.Gray
- Blepharostoma trichophyllum (L.) Dum.
- Blindia caespiticia (Web. & Mohr) C.Müll.
- Brachythecium erythrorrhizon B., S. & G.
- Brachythecium glareosum (Spruce) B., S. & G.
- Brachythecium mildeanum (Schimp.) Milde
- Brachythecium oedipodium (Mitt.) Jaeg.
- Brachythecium populeum (Hedw.) B., S. & G.
- Brachythecium reflexum (Starke) B., S. & G.
- Brachythecium rivulare B., S. & G.
- Brachythecium rutabulum (Hedw.) B., S. & G.
- Brachythecium salebrosum (Web & Mohr) B., S. & G.
- Brachythecium starkei (Brid.) B., S. & G.
- Brachythecium trachypodium (Brid.) B., S. & G.
- Brachythecium velutinum (Hedw.) B., S. & G.
- Bryoerythrophyllum recurvirostrum (Hedw.) Chen
- Bryum alpinum With.
- Bryum argenteum Hedw.
- Bryum caespiticium Hedw.
- Bryum capillare Hedw.
- Bryum elegans Nees ex Brid.
- Bryum funckii Schwaegr.
- Bryum imbricatum (Schwaegr.) B. & S.
- Bryum pallens Sw.
- Bryum pallescens Schleich. ex Schwaegr.
- Bryum pseudotriquetrum (Hedw.) Gärtn., Meyer & Scherb.
- Bryum rubens Mitt.
- Bryum schleicheri Lam. & DC.
- Bryum subelegans Kindb.
- Bryum turbinatum (Hedw.) Turn.
- Buxbaumia viridis (Moug. ex Lam. & DC.) Brid. ex Moug. & Nestl.
- Calliergon giganteum (Schimp.) Kindb.
- Calliergonella cuspidata (Hedw.) Loeske
- Calliergonella lindbergii (Mitt.) Hedenäs
- Calypogeia azurea Stotl. & Crotz
- Calypogeia fissa (L.) Raddi
- Calypogeia muelleriana (Schiffn.) K.Müll.
- Calypogeia neesiana (Mass. & Carest.) Loeske
- Calypogeia suecica (H.Arnell & J.Perss.) K.Müll.
- Campylium calcareum Crundw. & Nyh.
- Campylium chrysophyllum (Brid.) J.Lange
- Campylium halleri (Hedw.) Lindb.
- Campylium stellatum (Hedw.) J.Lange & C.Jens.
- Campylopus flexuosus (Hedw.) Brid.
- Campylopus fragilis (Brid.) B., S. & G.
- Campylopus introflexus (Hedw.) Brid.
- Campylopus pyriformis (K.F.Schultz) Brid.
- Cephalazia lunulifolia (Dum.) Dum.
- Cephalozia bicuspidata (L.) Dum.
- Cephalozia catenulata (Hüb.) Lindb.
- Cephalozia connivens (Dicks.) Lindb.
- Cephalozia pleniceps (Aust.) Lindb.
- Cephaloziella arctica Bryhn & Douin
- Cephaloziella divaricata (Sm.) Schiffn.
- Cephaloziella rubella (Nees) Warnst.
- Ceratodon purpureus (Hedw.) Brid.
- Chiloscyphus pallescens (Ehrh. ex Hoffm.) Dum.
- Chiloscyphus polyanthos (L.) Corda
- Cinclidotus fontinaloides (Hedw.) P.Beauv.
- Cirriphyllum cirrosum (Schwaegr.) Grout
- Cirriphyllum piliferum (Hedw.) Grout
- Cirriphyllum tommasinii (Sendtn. ex Boul.) Grout
- Climacium dendroides (Hedw.) Web. & Mohr
- Cololejeunea calcarea (Lib.) Schiffn.
- Conocephalum conicum (L.) Underw.
- Cratoneuron filicinum (Hedw.) Spruce
- Ctenidium molluscum (Hedw.) Mitt.
- Ctenidium procerrimum (Mol.) Lindb.
- Cynodontium polycarpon (Hedw.) Schimp.
- Cynodontium strumiferum (Hedw.) Lindb.
- Desmatodon latifolius (Hedw.) Brid.
- Desmatodon leucostomus (R.Br.) Berggr.
- Dichodontlum pellucidum (Hedw.) Schimp.
- Dicranella heteromalla (Hedw.) Schimp.
- Dicranella palustris (Dicks.) Crundw. ex E.Warb.
- Dicranella schreberiana (Hedw.) Dix.
- Dicranella subulata (Hedw.) Schimp.
- Dicranella varia (Hedw.) Schimp.
- Dicranodontium asperulum (Mitt.) Broth.
- Dicranodontium denudatum (Brid.) Britt.
- Dicranoweisia crispula (Hedw.) Milde
- Dicranum bonjeanii De Not.
- Dicranum fulvum Hook.
- Dicranum fuscescens Sm.
- Dicranum majus Sm.
- Dicranum montanum Hedw.
- Dicranum polysetum Sw.
- Dicranum scoparium Hedw.
- Didymodon fallax (Hedw.) Zander
- Didymodon ferrugineus (Schimp. ex Besch.) M.Hill.
- Didymodon rigidulus Hedw.
- Didymodon spadiceus (Mitt.) Limpr.
- Diphyscium foliosum (Hedw.) Mohr
- Distichium capillaceaum Hedw.
- Distichium inclinatum (Hedw.) B., S. & G.
- Ditrichum flexicaule (Schwaegr.) Hampe
- Ditrichum heteromallum (Hedw.) Britt.
- Ditrichum pallidum (Hedw.) Hampe
- Ditrichum zonatum (Brid.) Braithw.
- Drepanocladus aduncus (Hedw.) Warnst.
- Encalypta affinis Hedw. f.
- Encalypta alpina Sm.
- Encalypta ciliata Hedw.
- Encalypta longicollis Bruch
- Encalypta rhaptocarpa Schwaegr.
- Encalypta streptocarpa Hedw.
- Encalypta vulgaris Hedw.
- Enthostodon fascicularis (Hedw.) C.Müll
- Entodon concinnus (De Not.) Par.
- Entodon schleicheri (Schimp.) Demet.
- Eremonotus myriocarpus (Carring.) Pears.
- Eucladium verticillatum (Brid.) B., S. & G.
- Eurhynchium crassinervium (Wils.) Schimp.
- Eurhynchium flotowianum (Sendtn.) Kartt.
- Eurhynchium hians (Hedw.) Sande Lac.
- Eurhynchium pulchellum (Hedw.) Jenn.
- Eurhynchium schleicheri (Hedw. f.) Jur.
- Eurhynchium striatulum (Spruce) B., S. & G.
- Eurhynchium striatum (Hedw.) Schimp.
- Fissidens adianthoides Hedw.
- Fissidens bryoides Hedw.
- Fissidens dubius P.Beauv.
- Fissidens taxifolius Hedw.
- Fissidens viridulus subsp. minutulus Sull.
- Fontinalis antipyetica Hedw.
- Frullania dilatata (L.) Dum.
- Frullania fragilifolia (Tayl.) Gott. & al.
- Frullania tamarisci (L.) Dum.
- Funaria hygrometrica Hedw.
- Geheebia gigantea (Funck) Boul.
- Grimmia affinis Hornsch.
- Grimmia anomala Hampe ex Schimp.
- Grimmia donniana Sm.
- Grimmia elatior Bruch ex Balsamo & De Not.
- Grimmia funalis (Schwaegr.) Bruch & Schimp.
- Grimmia hartmanii Schimp.
- Grimmia laevigata (Brid.) Brid.
- Grimmia ovalis (Hedw.) Lindb.
- Grimmia pulvinata (Hedw.) Sm.
- Grimmia sessitana De Not.
- Grimmia sudetica Schwaegr.
- Gymnostomum aeruginosum Sm.
- Gymnostomum calcareum Nees & Hornsch.
- Hamatocaulis vernicosus (Mitt.) Hedenäs
- Hedwigia ciliata (Hedw.) P.Beauv.
- Herzogiella seligeri (Brid.) Iwats.
- Heterocladium dimorphum (Brid.) B., S. & G.
- Homalia besseri Lobar.
- Homalia trichomanoides (Hedw.) B., S. & G.
- Homalothecium lutescens (Hedw.) Robins.
- Homalothecium philippeanum (Spruce) B., S. & G.
- Homalothecium sericeum (Hedw.) B., S. & G.
- Homomallium incurvatum (Brid.) Loeske
- Hygrohypnum luridum (Hedw.) Jenn.
- Hylocomium brevirostre (Brid.) B., S. & G.
- Hylocomium pyrenaicum (Spruce) Lindb.
- Hylocomium splendens (Hedw.) B., S. & G.
- Hylocomium umbratum (Hedw.) B., S. & G.
- Hymenostylium recurvirostrum (Hedw.) Dix.
- Hypnum callichroum Brid.
- Hypnum cupressiforme Hedw.
- Hypnum pallescens (Hedw.) P.Beauv.
- Hypnum pratense (Rabenh.) W.Koch ex Hartm.
- Hypnum revolutum (Mitt.) Lindb.
- Hypnum sauteri Schimp.
- Hypnum vaucheri Lesq.
- Isopterygiopsis pulchella (Hedw.) Iwats.
- Isothecium alopecuroides (Dubois) Isov.
- Jamesoniella autumnalis (DC.) Steph.
- Jungermannia atrovirens Dum.
- Jungermannia gracillima Sm.
- Jungermannia leiantha Grolle
- Kiaeria starkei (Web. & Mohr) I.Hag.
- Kurzia trichoclados (K.Müll.) Grolle
- Lejeunea cavifolia (Ehrh.) Lindb.,
- Lepidozia reptans (L.) Dum.,
- Leptobryum pyriforme (Hedw.) Wils.,
- Lescuraea mutabilis (Brid.) Lindb. ex I.Hag.,
- Leskea polycarpa Hedw.,
- Leucobryum glaucum (Hedw.) Aongstr.,
- Leucodon sciuroides (Hedw.) Schwaegr.,
- Lophocolea bidentata (L.) Dum.,
- Lophocolea cuspidata (Nees) Dum.,
- Lophocolea heterophylla (Schrad) Dum.,
- Lophozia ascendens (Warnst.) Schust.,
- Lophozia bantriensis (Hook.) Steph.,
- Lophozia collaris (Nees) Dum.,
- Lophozia heterocolpos (Thed. ex Hartm.) Howe,
- Lophozia incisa (Schrad.) Dum.,
- Lophozia longidens (Lindb.) Mac.,
- Lophozia longiflora (Nees) Schiffn.,
- Lophozia opacifolia Culm. ex Meyl.,
- Lophozia sudetica (Nees ex Hüb.) Grolle,
- Lophozia ventricosa (Dicks.) Dum.,
- Marchantia alpestris (Nees) Burgeff,
- Marchantia polymorpha L.,
- Marsupella funckii (Web. & Mohr) Dum.,
- Meesia uliginosa Hedw.,
- Metzgeria conjugata Lindb.,
- Metzgeria fruticulosa (Dicks.) Evans,
- Metzgeria furcata (L.) Dum.,
- Metzgeria temperata Kuw.,
- Mnium marginatum (Dicks.) B.Beauv.,
- Mnium spinolosum B., S. & G.,
- Mnium spinosum Schwaeg.,
- Mnium stellare Hedw.,
- Mnium thomsonii Schimp.,
- Moerckia hibernica (Hook.) Gott.,
- Mylia taylorii (Hook.) S.Gray,
- Myurella julacea (Schwaegr.) B., S. & G.,
- Myurella tenerrima (Brid.) Lindb.,
- Neckera complanata (Hedw.) Hüb.,
- Neckera crispa Hedw.,
- Nowellia curvifolia (Dicks.) Mitt.,
- Oligotrichum hercynicum (Hedw.) Lam. & DC.,
- Oncophorus virens (Hedw.) Brid.,
- Orthothecium intricatum (Hartm.) B., S. & B.,
- Orthothecium rufescens (Sm.) B., S. & G.,
- Orthotrichum affine Brid.,
- Orthotrichum anomalum Hedw.,
- Orthotrichum cupulatum Brid.,
- Orthotrichum diaphanum Brid.,
- Orthotrichum lyellii Hook. & Tayl.,
- Orthotrichum obtusifolium Brid.,
- Orthotrichum pallens Brid.,
- Orthotrichum patens Brid.,
- Orthotrichum pumilum Sw,
- Orthotrichum speciosum Nees,
- Orthotrichum stramineum Hornsch.,
- Orthotrichum striatum Hedw.,
- Orthotrichum tenellum Brid.,
- Oxystegus tenuirostris (Hook. & Tayl.) A.J.E.Smith,
- Palustriella commutata (Hedw.) Ochyra,
- Palustriella decipiens (De Not.) Ochyra,
- Palustriella falcata (Brid.) Hedenäs,
- Paraleucobryum enerve (Thed.) Loeske,
- Paraleucobryum longifolium (Hedw.) Loeske,
- Pedinophyllum interruptum (Nees) Kaal.,
- Pellia endiviifolia (Dicks.) Dum.,
- Pellia epiphylla (L.) Corda,
- Pellia neesiana (Gott.) Limpr.,
- Phascum cuspidatum Hedw.,
- Philonotis calcarea (B. & S.) Schimp.,
- Philonotis fontana (Hedw.) Brid.,
- Physcomitrium pyriforme (Hedw.) Brid.,
- Plagiobryum zierii (Hew.) Lindb.,
- Plagiochila asplenioides (L.) Dum.,
- Plagiochila porelloides (Torrey ex Nees) Lindenb.,
- Plagiomnium affine (Bland.) T.Kop.,
- Plagiomnium cuspidatum (Hedw.) T.Kop.,
- Plagiomnium elatum (B. & S.) T.Kop.,
- Plagiomnium medium (B. & S.) T.Kop.,
- Plagiomnium rostratum (Schrad.) T.Kop.,
- Plagiomnium undalatum (Hedw.) T.Kop,
- Plagiopus oederianus (Sw.) Crum. & Anders.,
- Plagiothecium curvifolium Schlieph. ex Limpr.,
- Plagiothecium denticulatum (Hedw.) B., S. & G.,
- Plagiothecium laetum B., S. & G.,
- Plagiothecium nemorale (Mitt.) Jaeg.,
- Plagiothecium roeseanum B., S. & G.,
- Plagiothecium ruthei Limpr.,
- Plagiothecium undulatum B., S. & G.,
- Platygyrium repens (Brid.) B., S. & G.,
- Pleuridium subulatum (Hedw.) Rabenh.,
- Pleurozium schreberi (Hedw.) Mitt.,
- Pogonatum aloides (Hedw.) P.Beauv.,
- Pogonatum urnigerum (Hedw.) P.Beauv.,
- Pohlia cruda (Hedw.) Lindb.,
- Pohlia drummondii C.Müll. Andr.,
- Pohlia elongata Hedw.,
- Pohlia nutans (Hedw.) Lindb.,
- Pohlia wahlenbergii (Web. & Mohr) Andr.,
- Polytrichum alpinum Hedw.,
- olytrichum commune Hedw.,
- Polytrichum formosum Hedw.,
- Polytrichum juniperinum Hedw.,
- Polytrichum longisetum Sw. ex Brid.,
- Polytrichum sexangulare Brid.,
- Polytrichum strictum Brid.,
- Porella arboris-vitae (With.) Grolle,
- Porella cordaeana (Hüb.) Moore,
- Porella platyphylla (L.) Pfeiff.,
- Pottia intermedia (Turn.) Fürnr.,
- Preissia quadrata (Scop.) Nees,
- Pseudocalliergon trifarium (Web. & Mohr) Loeske,
- Pseudoleskea incurvata (Hedw.) Loeske,
- Pseudoleskeella catenulata (Schrad.) Kindb.,
- Pseudoleskeella nervosa (Brid.) Nyh.,
- Pseudoleskeella tectorum (Brid.) Kindb. ex Broth.,
- Pseudotaxiphyllum elegans (Brid.) Iwats.,
- Pterigynandrum filiforme Hedw.,
- Ptilidium ciliare (L.) Hampe,
- Ptilidium pulcherrimum (G.Web.) Vainio,
- Ptilium crista-castrensis (Hedw.) De Not.,
- Ptychodium plicatum (Web. & Mohr) Schimp.,
- Pylaisia polyantha (Hedw.) Schimp.,
- Racomitrium aquaticum (Schrad.) Brid.
- Racomitrium canescens (Hedw.) Brid.
- Racomitrium heterostichum (Hedw.) Brid.
- Racomitrium lanuginosum (Hedw.) Brid.
- Racomitrium sudeticum (Funck) B. & S.
- Radula complanata (L.) Dum.
- Radula lindenbergiana Hartm. f.
- Rhabdoweisia fugax (Hedw.) B., S. & G.
- Rhizomnium pseudopunctatum (B. & S.) T.Kop.
- Rhizomnium punctatum (Hedw.) T.Kop.
- Rhodobryum roseum (Hedw.) Limpr
- Rhynchostegiella curviseta (Brid.) Limpr.
- Rhynchostegiella tenella (Dicks.) Limpr.
- Rhynchostegium murale (Hedw.) B., S. & G.
- Rhynchostegium riparoides (Hedw.) Card.
- Rhynchostegium rotundifolium (Brid.) B., S. & G.
- Rhytidiadelphus loreus (Hedw.) Warnst.
- Rhytidiadelphus squarrosus (Hedw.) Warnst.
- Rhytidiadelphus subpinnatus (Lindb.) T.Kop.
- Rhytidiadelphus triquetrus (Hedw.) Warnst.
- Rhytidium rugosum (Hedw.) Kindb.
- Riccardia latifrons (Lindb.) Lindb.
- Riccardia multifida (L.) S.F.Gray
- Riccardia palmata (Hedw.) Carruth.
- Riccia cavernosa Hoffm.
- Riccia glauca L.
- Saelania glaucescens (Hedw.) Broth.
- Sanionia uncinata (Hedw.) Loeske1
- Sauteria alpina (Nees) Nees
- Scapania aequiloba (Schwaegr.) Dum.
- Scapania aspera M. & H.Bernet
- Scapania calcicola (H.Arnell & J.Persson) Ingh.
- Scapania curta (Mart.) Dum.
- Scapania irrigua (Nees) Nees
- Scapania mucronata Buch
- Scapania nemorea (L.) Grolle
- Scapania scandica (H.Arnell & Buch) Macv.
- Scapania uliginosa (Sw. ex Lindenb.) Dum.
- Scapania umbrosa (Schrad.) Dum.
- Schistidium apocarpum (Hedw.) B. & S.
- Schistidium trichodon (Brid.) Poelt
- Scleropodium purum (Hedw.) Limpr.
- Scorpidium cossoni (Schimp.) Hedenäs
- Scorpidium scorpioides (Hedw.) Limpr.
- Seligeria donniana (Sm.) C.Müll.
- Seligeria pusilla (Hedw.) B., S. & G.
- Seligeria recurvata (Hedw.) B., S. & G.
- Seligeria trifaria (Brid.) Lindb.
- Sphagnum capillifolium (Ehrh.) Hedw.
- Sphagnum fimbriatum Wils.
- Sphagnum girgensohnii Russ.
- Sphagnum magellanicum Brid.
- Sphagnum palustre L.
- Sphagnum papillosum Lindb.
- Sphagnum quinquefarium (Lindb. ex Braithw.) Warnst.
- Sphagnum recurvum P.Beauv.
- Sphagnum squarrosum Crome
- Sphagnum subsecundum Nees
- Splachnum sphaericum Hedw.
- Stegonia latifolia (Schwaegr. Vent. ex Broth.) C.Müll.
- Straminergon stramineum (Brid.) Hedenäs
- Taxiphyllum wissgrillii (Garov.) Wijk & Marg.
- Tayloria froelichiana (Hedw.) Mitt. ex Broth.
- Tayloria serrata (Hedw.) B. & S.
- Tetraphis pellucida Hedw.
- Tetraplodon angustatus (Hedw.) B. & S.
- Thamnobryum alopecurum (Hedw.) Gang.
- Thuidium abietinum (Hedw.) B., S. & G.
- Thuidium delicatulum (Hedw.) Mitt.
- Thuidium philibertii Limpr.
- Thuidium recognitum (Hedw.) Lindb.
- Thuidium tamariscinum (Hedw.) B., S. & G.
- Timmia bavarica Hessl.
- Timmia norvegica Zett.
- Tomentypnum nitens (Hedw.) Loeske
- Tortella densa (Lor. & Mol.) Crundw. & Nyh.
- Tortella inclinata (Hedw. f.) Limpr.
- Tortella tortuosa (Hedw.) Limpr.
- Tortula intermedia (Brid.) De Not.
- Tortula mucronifolia Schwaegr
- Tortula muralis Hedw.
- Tortula norwegica (Web.) Wahlenb. ex Lindb.
- Tortula papillosa Wils.
- Tortula ruralis (Hedw.) Gaertn., Meyer & Scherb.
- Tortula subulata Hedw.
- Trichocolea tomentella (Ehrh.) Dum.
- Trichostomum brachydontium Bruch
- Trichostomum crispulum Bruch
- Trichostomum cuspidatum Schimp.
- Trichostomum viridulum Bruch
- Tritomaria exectiformis (Breidl.) Loeske
- Tritomaria exsecta (Schrad.) Loeske
- Tritomaria quinquedentata (Huds.) Buch
- Ulota coarctata (P.Beauv.) Hammar
- Ulota crispa (Hedw.) Brid.
- Ulota drummondii (Hook. & Grev.) Brid.
- Ulota hutchinsiae (Sm.) Hammar
- Warnstorfia exannulata (B., S. & G.) Loeske
- Weissia brachycarpa (Nees & Hornsch.) Jur.
- Weissia condensa (Voit) Lindb.
- Weissia controversa Hedw.
- Weissia squarrosa (Nees & Hornsch.) C.Müll.
- Weissia wimmeriana (Sendtn.) B., S. & G.
- Zygodon dentatus (Breidl. ex Limpr.) Kartt.
- Zygodon rupestris Schimp. ex Lor.

### Pilze
Es wurde 2004 eine Liste der sogenannten „Grosspilze“, also Pilz-Arten die in der Landschaft mit blossem Auge erkennbar sind, erstellt. Dabei sind die bekannten Speise- und Giftpilze wichtig. Es wurden in Liechtenstein 145 Gattungen mit insgesamt 313 Arten oder Unterarten Ascomyceten und 288 Gattungen mit insgesamt 1392 Arten oder Unterarten Basidiomyceten gesammelt. (Arten und Informationen zu den jeweiligen Arten bei Prongué 2004)

## Rote Listen
Es wurden Rote Listen der gefährdeten Arten erstellt. Dabei erfolgt eine Einstufung, die um vergleichbar zu sein weitgehend der IUCN-Einstufung folgt. Es wurde die Kategorie R = „Rare“ ergänzt, da das Land so klein ist, gibt es viele Pflanzenarten, die zwar natürlicherweise nur an wenigen Fundorten vorkommen, aber aufgrund des Habitates nicht in ihren Beständen gefährdet sind:
- RE = „regionally extinct“ = „im Fürstentum Liechtenstein ausgestorben“: Arten sind ausgestorben oder verschollen, wenn im Verbreitungsgebiet auf das Bezug genommen wird, historische Angaben vorliegen, zum Zeitpunkt des Monitoring aber keine rezenten Funde mehr vorliegen. Es wird vermutet, dass diese Populationen erloschen sind.[2]
- CR = „critically endangered“ = „vom Aussterben bedroht“: Es gibt nur ein oder zwei bekannte Fundorte und es sind mögliche Gefährdungsfaktoren, beispielsweise Nutzungsänderung oder -aufgabe vorhanden, es gibt nur wenige Fundorte (maximal fünf) und es hat eine starke Bestandesabnahme stattgefunden oder es handelt sich um sehr kleine, isolierte Bestände.[2]
- EN = „endangered“ = „stark gefährdet“: Es gibt nur ein oder zwei bekannte Fundorte, Gefährdungsfaktoren sind nicht ganz auszuschliessen, beispielsweise Veränderung des Grundwasserspiegels in den Naturschutzgebieten, es gibt nur drei oder vier bekannte Fundorte, mögliche Gefährdungsfaktoren (beispielsweise Nutzungsänderung, -aufgabe) sind vorhanden, es gibt mehrere bekannte Fundorte (bis maximal zehn) und es hat eine starke Bestandesabnahme stattgefunden.[2]
- VU = „vulnerable“ = „verletzlich“ = ehemals „selten“: Es gibt nur wenige bekannte Fundorte, Gefährdungsfaktoren sind, zumindest auf Teilstandorten, nicht ganz auszuschliessen. Es gibt mehrere Fundorte (maximal zehn) und es hat eine Bestandesabnahme stattgefunden.[2]
- R = „extrem selten (nicht bestandesgefährdet)“: Es gibt nur wenige bekannte Fundorte, Gefährdungsfaktoren sind zum Zeitpunkt des Monitoring keine erkennbar. Es handelt sich um seit jeher extrem seltene bzw. sehr lokal vorkommende Arten. Es ist kein merklicher Rückgang oder keine Bedrohung feststellbar. Diese Arten können aber aufgrund ihrer Seltenheit durch unvorhersehbare Einwirkungen schlagartig ausgerottet oder erheblich dezimiert werden.[2]

### Rote Liste der gefährdeten und seltenen Gefäßpflanzen des Fürstentums Liechtenstein
Im Fürstentum Liechtenstein gibt es 1531 Gefäßpflanzen-Arten. Davon wurden 2006 379 Arten, also fast 25 % in die Rote Liste der gefährdeten und seltenen Gefäßpflanzen des Fürstentums Liechtenstein gestellt. Die Rote Liste der gefährdeten und seltenen Gefäßpflanzen des Fürstentums Liechtenstein wurde 1984 das erste Mal und 2006 das bisher letzte Mal veröffentlicht (Stand 2019).

#### RE = „regionally extinct“ = „im Fürstentum Liechtenstein ausgestorben“
- Kornrade (Agrostemma githago)
- Sumpf-Straussgras oder Hunds-Straussgras (Agrostis canina)
- Kantiger Lauch (Allium angulosum)
- Gewöhnlicher Ackerfrauenmantel (Aphanes arvensis)
- Gewöhnliche Osterluzei (Aristolochia clematitis)
- Roggen-Trespe (Bromus secalinus)
- Hakiger Wasserstern (Callitriche hamulata)
- Quellgras (Catabrosa aquatica)
- Glattes Hornblatt oder Zartes Hornblatt (Ceratophyllum submersum)
- Roter Gänsefuss (Chenopodium rubrum)
- Gefleckter Schierling (Conium maculatum)
- Nessel-Seide (Cuscuta europaea)
- Mittlerer Sonnentau (Drosera intermedia)
- Fleischers Weidenröschen (Epilobium fleischeri)
- Dunkelgrünes Weidenröschen (Epilobium obscurum)
- Schlankes Wollgras (Eriophorum gracile)
- Acker-Hohlzahn (Galeopsis ladanum)
- Natternkopf-Wurmlattich (Helminthotheca echioides)
- Niederliegendes Johanniskraut (Hypericum humifusum)
- Taumel-Lolch (Lolium temulentum)
- Weichhaariger Wolfsfuss oder Weicher Ufer-Wolfstrapp (Lycopus europaeus subsp. mollis)
- Acker-Wachtelweizen (Melampyrum arvense)
- Gemeine Traubenhyazinthe oder Weinbergs-Traubenhyazinthe (Muscari neglectum)
- Bodensee-Vergissmeinnicht (Myosotis rehsteineri)
- Echte Katzenminze (Nepeta cataria)
- Gelbe Teichrose (Nuphar lutea)
- Spinnen-Ragwurz (Ophrys sphegodes)
- Berberitzen-Sommerwurz (Orobanche lucorum)
- Zottiger Spitzkiel (Oxytropis pilosa)
- Hanf-Würger oder Ästige Sommerwurz (Phelipanche ramosa)
- Grasartiges Laichkraut (Potamogeton gramineus)
- Glänzendes Laichkraut (Potamogeton lucens)
- Haarförmiges Laichkraut (Potamogeton trichoides)
- Geflecktes Lungenkraut (Pulmonaria officinalis)
- Zungen-Hahnenfuss (Ranunculus lingua)
- Brunnen-Wasserhahnenfuss oder Gebirgs-Wasserhahnenfuss (Ranunculus trichophyllus subsp. eradicatus)
- Braunes Schnabelried (Rhynchospora fusca)
- Rundstänglige Brombeere (Rubus tereticaulis)
- Stink-Weide (Salix foetida)
- Quirliger Salbei oder Quirlblütiger Salbei (Salvia verticillata)
- Zwerg-Flechtbinse oder Niedrige Teichbinse (Schoenoplectus supinus)
- Dreikantige Flechtbinse oder Dreikantige Teichbinse (Schoenoplectus triqueter)
- Einjähriger Knäuel (Scleranthus annuus)
- Sand-Hauswurz (Sempervivum arenarium = Sand-Fransenhauswurz oder Sprossende Fransen-Hauswurz Sempervivum globiferum subsp. arenarium)
- Acker-Lichtnelke (Silene noctiflora)
- Zwerg-Igelkolben (Sparganium minimum)
- Acker-Spark (Spergula arvensis)
- Sommer-Wendelähre (Spiranthes aestivalis)
- Grossblütige Sternmiere oder Grosse Sternmiere (Stellaria holostea)
- Sumpffarn (Thelypteris palustris)
- Gewöhnlicher Wiesen-Bocksbart (Tragopogon pratensis subsp. pratensis)
- Schnee-Klee oder Alpen-Wiesenklee (Trifolium pratense subsp. nivale)
- Zwerg-Rohrkolben (Typha minima)
- Rosetten-Ehrenpreis oder Gänseblümchen-Ehrenpreis (Veronica bellidioides)
- Lockerähriger Ehrenpreis oder Rötlicher Wasser-Ehrenpreis (Veronica catenata)
- Moor-Veilchen (Viola persicifolia)

#### CR = „critically endangered“ = „vom Aussterben bedroht“
- Steintäschel (Aethionema saxatile)
- Genfer Günsel (Ajuga genevensis)
- Ackerfuchsschwanz (Alopecurus myosuroides)
- Kleinling (Anagallis minima)
- Gemeine Ochsenzunge (Anchusa officinalis)
- Alpen-Akelei (Aquilegia alpina)
- Nickender Zweizahn (Bidens cernua)
- Schilfähnliches Reitgras (Calamagrostis pseudophragmites)
- Sumpf Schaumkraut, Sumpf-Schaumkraut (Cardamine dentata)
- Bewimperte Segge (Carex pilosa)
- Punktierte Segge (Carex punctata)
- Blasenstrauch (Colutea arborescens)
- Hellgelbes Knabenkraut, Strohgelbes Knabenkraut, (Dactylorhiza ochroleuca)
- Langblättriger Sonnentau (Drosera longifolia)
- Rundblättriger Sonnentau (Drosera rotundifolia)
- Breitblättriger Sonnentau (Drosera ×obovata, Hybride von Drosera anglica x Drosera rotundifolia)
- Kamm-Wurmfarn (Dryopteris cristata)
- Ästiger Schachtelhalm (Equisetum ramosissimum)
- Alpen-Mannstreu (Eryngium alpinum)
- Wirtgens Labkraut (Galium verum subsp. wirtgenii)
- Zweifarbiges Gewöhnliches Sonnenröschen (Helianthemum nummularium subsp. nummularium)
- Rasiges Habichtskraut oder Wiesen-Habichtskraut (Hieracium caespitosum)
- Gift-Lattich (Lactuca virosa)
- Weiße Taubnessel (Lamium album)
- Stängelumfassende Taubnessel (Lamium amplexicaule)
- Bastard-Taubnessel (Lamium hybridum)
- Knollige Platterbse (Lathyrus tuberosus)
- Dingel (Limodorum abortivum)
- Sumpf-Glanzkraut (Liparis loeselii)
- Zwerg-Schneckenklee (Medicago minima)
- Fieberklee (Menyanthes trifoliatae)
- Einjähriges Bingelkraut (Mercurialis annua)
- Schopfige Traubenhyazinthe (Muscari comosum)
- Deutsche Tamariske (Myricaria germanica)
- Ähriges Tausendblatt (Myriophyllum spicatum)
- Quirliges Tausendblatt (Myriophyllum verticillatum)
- Weiße Seerose (Nymphaea alba)
- Rundblättrige Hauhechel (Ononis rotundifolia)
- Gewöhnliche Natternzunge (Ophioglossum vulgatum)
- Sumpf-Knabenkraut (Orchis palustris)
- Aufrechtes Glaskraut (Parietaria officinalis)
- Steinbrech-Felsennelke (Petrorhagia saxifraga)
- Riesen-Haarstrang, Quirl-Haarstrang (Peucedanum altissimum, Syn.: Peucedanum verticillare)
- Glanz-Lieschgras oder Steppen-Lieschgras (Phleum phleoides)
- Sumpf-Knöterich oder Wasser-Knöterich (Polygonum amphibium)
- Silber-Fingerkraut (Potentilla argentea)
- Wild-Birnbaum (Pyrus pyraster)
- Brennender Hahnenfuß (Ranunculus flammula)
- Gift-Hahnenfuß (Ranunculus sceleratus)
- Filzige Brombeere, Filz-Brombeere (Rubus canescens)
- Ohr-Weide (Salix aurita)
- Moor-Weide (Salix repens subsp. repens)
- Gewöhnliches Seifenkraut (Saponaria officinalis)
- Stachelige Flechtbinse oder Stachelspitzige Teichbinse (Schoenoplectus mucronatus)
- Purpurrotes Fettkraut (Sedum telephium subsp. telephium)
- Wasser-Greiskraut (Senecio aquaticus)
- Wald-Greiskraut (Senecio sylvaticus)
- Moor-Sternmiere oder Bach-Sternmiere (Stellaria alsine)
- Übersehene Vogelmiere oder Großblütige Vogel-Sternmiere (Stellaria neglecta)
- Bleiche Vogelmiere (Stellaria pallida)
- Hasen-Klee (Trifolium arvense)
- Erdbeer-Klee (Trifolium fragiferum)
- Kleine Brennnessel (Urtica urens)
- Kleiner Wasserschlauch (Utricularia minor)
- Kuhnelke (Vaccaria hispanica)
- Gezähnter Ackersalat oder Gezähnter Feldsalat (Valerianella dentata)
- Sumpf-Veilchen (Viola palustris)
- Sumpf-Teichfaden (Zannichellia palustris)

#### EN = „endangered“ = stark gefährdet
- Acker-Gauchheil (Anagallis arvensis)
- Große Klette (Arctium lappa)
- Acker-Trespe (Bromus arvensis)
- Pfirsichblättrige Glockenblume (Campanula persicifolia)
- Nickende Distel (Carduus nutans subsp. nutans)
- Buxbaums Segge (Carex buxbaumii)
- Unterbrochenährige Segge, Westfälische Segge (Carex divulsa)
- Schwärzliche Flockenblume (Centaurea nigrescens)
- Kleines Tausendgüldenkraut (Centaurium pulchellum)
- Niedriges Hornkraut (Cerastium pumilum)
- Bastard-Gänsefuß (Chenopodium hybridum)
- Gelbliches Zypergras (Cyperus flavescens)
- Lappländisches Knabenkraut (Dactylorhiza lapponica)
- Rosmarin-Weidenröschen (Epilobium dodonaei)
- Müllers Stendelwurz (Epipactis muelleri)
- Violette Stendelwurz (Epipactis purpurata)
- Rutenförmige Wolfsmilch (Euphorbia virgata)
- Verlängertes Labkraut, Hohes Labkraut (Galium elongatum)
- Wiesen-Labkraut (Galium mollugo)
- Rauer Enzian (Gentiana aspera)
- Kreuzblättriger Enzian, Kreuz-Enzian (Gentiana cruciata)
- Sonnenwend-Enzian, Deutscher Fransenenzian (Gentianella germanica subsp. solstitialis)
- Sumpf-Gladiole (Gladiolus palustris)
- Gelblichweißes Ruhrkraut (Gnaphalium luteo-album)
- Glattes Habichtskraut (Hieracium laevigatum)
- Stechender Igelsame, Gewöhnlicher Igelsame (Lappula squarrosa)
- Preußisches Laserkraut (Laserpitium prutenicum)
- Dreifurchige Wasserlinse (Lemna trisulca)
- Kleinblütiges Einblatt (Malaxis monophyllos)
- Mispel (Mespilus germanica)
- Hellblaue Traubenhyazinthe (Muscari botryoides)
- Kleine Traubenhyazinthe (Muscari neglectum)
- Rotes Kohlröschen, Rotes Männertreu (Nigritella rubra)
- Bienen-Ragwurz (Ophrys apifera)
- Blasses Knabenkraut (Orchis pallens)
- Salbei-Würger, Salbei-Sommerwurz (Orobanche salviae)
- Knotiges Lieschgras (Phleum bertolonii)
- Alpen-Laichkraut (Potamogeton alpinus)
- Fadenförmiges Laichkraut (Potamogeton filiformis)
- Kammförmiges Laichkraut (Potamogeton pectinatus)
- Schwefel-Anemone oder Gelbe Alpen-Kuhschelle (Pulsatilla alpina subsp. apiifolia)
- Frühlings-Anemone, Frühlings-Kuhschelle (Pulsatilla vernalis)
- Grünlichblütiges Wintergrün, Grünblütiges Wintergrün (Pyrola chlorantha)
- Weiße Schnabelbinse, Weißes Schnabelried (Rhynchospora alba)
- Rispen-Sauerampfer (Rumex thyrsiflorus)
- Schweizer Weide (Salix helvetica)
- Safrangelber Steinbrech, Kies-Steinbrech (Saxifraga mutata)
- Tabernaemontanus’ Flechtbinse, Salz-Teichbinse (Schoenoplectus tabernaemontani)
- Zweiblättriger Blaustern (Scilla bifolia)
- Einjähriger Bergfenchel, Steppenfenchel, Steppen-Sesel (Seseli annuum)
- Einfacher Igelkolben (Sparganium emersum)
- Herbst-Wendelähre (Spiranthes spiralis)
- Pimpernuss (Staphylea pinnata)
- Quell-Löwenzahn (Taraxacum fontanum)
- Sumpf-Löwenzahn (Taraxacum palustre)
- Krainer Thymian, Steppen-Thymian (Thymus pulegioides subsp. pannonicus, Syn.: Thymus froelichianus)
- Gekielter Ackersalat, Gekielter Feldsalat (Valerianella carinata)
- Großblütige Königskerze (Verbascum densiflorum)
- Acker-Ehrenpreis (Veronica agrestis)
- Acker-Stiefmütterchen (Viola arvensis)
- Echtes Stiefmütterchen, Wildes Stiefmütterchen (Viola tricolor)

#### VU = „vulnerable“ = „verletzlich“ = ehemals „selten“
- Wohlriechender Lauch (Allium suaveolens)
- Weinberg-Lauch (Allium vineale)
- Spitzorchis (Anacamptis pyramidalis)
- Hainlattich (Aposeris foetida)
- Feld-Beifuss (Artemisia campestris)
- Färber-Waldmeister (Asperula tinctoria)
- Dreiteiliger Zweizahn (Bidens tripartita)
- Felsen-Zwenke (Brachypodium rupestre)
- Verwechselte Trespe (Bromus commutatus)
- Stumpffrüchtiger Wasserstern (Callitriche cophocarpa)
- Sumpf-Wasserstern (Callitriche palustris)
- Flachfrüchtiger Wasserstern (Callitriche platycarpa)
- Zittergras-Segge (Carex brizoides)
- Langährige Segge (Carex elongata)
- Behaartfrüchtige Segge (Carex lasiocarpa)
- Hain-Segge (Carex otrubae)
- Pillen-Segge (Carex pilulifera)
- Zypergras-Segge (Carex pseudocyperus)
- Floh-Segge (Carex pulicaris)
- Aufrechte Golddistel (Carlina biebersteinii)
- Weisses Waldvögelein (Cephalanthera damasonium)
- Rotes Waldvögelein (Cephalanthera rubra)
- Sand-Hornkraut (Cerastium semidecandrum)
- Schneidebinse (Cladium mariscus)
- Löwenzahnblättriger Pippau (Crepis taraxacifolia)
- Quendel-Seide (Cuscuta epithymum)
- Hundszahngras (Cynodon dactylon)
- Schwarzbraunes Zypergras (Cyperus fuscus)
- Traunsteiners Knabenkraut (Dactylorhiza traunsteineri)
- Behaarte Karde (Dipsacus pilosus)
- Langgriffliges Felsenblümchen (Draba stylaris)
- Österreichische Teichbinse (Eleocharis austriaca)
- Gewöhnliche Teichbinse (Eleocharis palustris)
- Widerbart (Epipogium aphyllum)
- Schlamm-Schachtelhalm (Equisetum fluviatile)
- Winter-Schachtelhalm (Equisetum hyemale)
- Kantiges Berufkraut (Erigeron acer subsp. angulosus)
- Leberbalsam (Erinus alpinus)
- Gemeiner Reiherschnabel (Erodium cicutarium)
- Acker-Schöterich (Erysimum cheiranthoides)
- Kleine Wolfsmilch (Euphorbia exigua)
- Breitblättrige Wolfsmilch (Euphorbia platyphyllos)
- Kerners Augentrost (Euphrasia kerneri)
- Verschiedenblättriger Schwingel (Festuca heterophylla)
- Armblütige Gänsekresse (Fourrea alpina)
- Schmalblättriger Hohlzahn (Galeopsis angustifolia)
- Ausgerandeter Hohlzahn (Galeopsis bifida)
- Moor-Labkraut (Galium uliginosum)
- Lungen-Enzian (Gentiana pneumonanthe)
- Weicher Storchschnabel (Geranium molle)
- Grosses Süssgras (Glyceria maxima)
- Ovalblättriges Sonnenröschen (Helianthemum nummularium subsp. obscurum)
- Blaugrünes Habichtskraut (Hieracium glaucum)
- Doldiges Habichtskraut (Hieracium umbellatum)
- Tannenwedel (Hippuris vulgaris)
- Weiches Honiggras (Holcus mollis)
- Kahles Ferkelkraut (Hypochaeris maculata)
- Gelbe Schwertlilie (Iris pseudocarus)
- Sibirische Schwertlilie (Iris sibirica)
- Faden-Binse (Juncus filiformis)
- Schwarze Platterbse (Lathyrus niger)
- Wilder Reis (Leersia oryzoides)
- Sumpf-Hornklee (Lotus pedunculatus)
- Keulen-Bärlapp (Lycopodium clavatum)
- Hain-Vergissmeinnicht (Myosotis nemorosa)
- Später Zahntrost (Odontites vernus subsp. serotinus)
- Sand-Esparsette (Onobrychis arenaria)
- Österreichische Hauhechel (Ononis spinosa subsp. austriaca)
- Hummel-Ragwurz (Ophrys holosericea)
- Fliegen-Ragwurz (Ophrys insectifera)
- Helm-Knabenkraut (Orchis militaris)
- Kleines Knabenkraut (Orchis morio)
- Schwärzliches Knabenkraut (Orchis ustulata)
- Schlanker Würger (Orobanche gracilis)
- Efeu-Würger (Orobanche hederae)
- Gelber Würger (Orobanche lutea)
- Flockenblumen-Würger (Orobanche major)
- Klee-Würger (Orobanche minor)
- Sumpf-Läusekraut (Pedicularis palustris)
- Berg-Haarstrang (Peucedanum oreoselinum)
- Sumpf-Haarstrang (Peucedanum palustre)
- Kleiner Knöterich (Polygonum minus)
- Gesägter Tüpfelfarn (Polypodium interjectum)
- Felsenkirsche (Prunus mahaleb)
- Acker-Rettich (Raphanus raphanistrum)
- Acker-Rose (Rosa agrestis)
- Kleinblütige Rose (Rosa micrantha)
- Knäuelblütiger Ampfer (Rumex conglomeratus)
- Blut-Ampfer (Rumex sanguineus)
- Kraut-Weide (Salix herbacea)
- Rotes Seifenkraut (Saponaria ocymoides)
- See-Flechtbinse (Schoenoplectus lacustris)
- Rostrote Kopfbinse (Schoenus ferrugineus)
- Schwärzliche Kopfbinse (Schoenus nigricans)
- Kleine Schwarzwurzel (Scorzonera humilis)
- Geflügelte Braunwurz (Scrophularia umbrosa)
- Sumpf-Helmkraut (Scutellaria galericulata)
- Bunte Kronwicke (Securigera varia)
- Grosses Fettkraut (Sedum telephium subsp. maximum)
- Schröters Löwenzahn (Taraxacum schroeterianum)
- Labkrautartige Wiesenraute (Thalictrum simplex subsp. galioides)
- Alpen-Haarbinse (Trichophorum alpinum)
- Rasige Haarbinse (Trichophorum caespitosum)
- Gold-Klee (Trifolium aureum)
- Turmkraut (Turritis glabra)
- Südlicher Wasserschlauch (Utricularia australis)
- Hügel-Baldrian (Valeriana wallrothii)
- Ähriger Ehrenpreis (Veronica spicata)
- Grosser Ehrenpreis (Veronica teucrium)
- Felsen-Veilchen (Viola rupestris)

#### R = „extrem selten (nicht bestandesgefährdet)“
2006 gelten in Liechtenstein 84 Arten als R = „extrem selten (nicht bestandesgefährdet)“. Es handelt sich meist um alpine Standorte, die auf Grund der Lage gering gefährdet sind. Aber einmalige Ereignisse können das Verschwinden der Art bewirken. Langfristige Veränderungen (beispielsweise Klima) stellen eine potenzielle Bedrohung dar.
- Pyramiden-Günsel (Ajuga pyramidalis)
- Alpen-Silbermantel oder Alpen-Frauenmantel (Alchemilla alpina)
- Kugelköpfiger Lauch (Allium sphaerocephalon)
- Gewöhnliche Haselwurz (Asarum europaeum)
- Nordischer Streifenfarn (Asplenium septentrionale)
- Dorniger Tragant (Astragalus sempervirens)
- Moor-Birke (Betula pubescens)
- Echter Erdbeerspinat (Blitum virgatum)
- Dach-Trespe (Bromus tectorum)
- Knöllchentragende Zahnwurz oder Zwiebel-Zahnwurz (Cardamine bulbifera)
- Resedablättriges Schaumkraut (Cardamine resedifolia)
- Schlanke Segge (Carex acuta)
- Kurzährige Segge (Carex brachystachys)
- Bräunliche Segge (Carex brunnescens)
- Graue Segge (Carex canescens)
- Krumm-Segge (Carex curvula)
- Schatten-Segge (Carex umbrosa)
- Mittlerer Lerchensporn (Corydalis intermedia)
- Abgebissener Pippau (Crepis praemorsa)
- Gewöhnliche Hundszunge (Cynoglossum officinale)
- Gelber Frauenschuh (Cypripedium calceolus)
- Alpen-Seidelbast (Daphne alpina)
- Hoher Rittersporn (Delphinium elatum)
- Sophienkraut oder Gewöhnliche Besenrauke (Descurainia sophia)
- Alpen-Flachbärlapp (Diphasiastrum alpinum)
- Immergrünes Felsenblümchen (Draba aizoides)
- Berg-Drachenkopf (Dracocephalum ruyschiana)
- Einspelzige Sumpfbinse (Eleocharis uniglumis)
- Hügel-Weidenröschen (Epilobium collinum)
- Kleinblättrige Stendelwurz (Epipactis microphylla)
- Verkanntes Berufkraut (Erigeron neglectus)
- Scheuchzers Wollgras (Eriophorum scheuchzeri)
- Moschus-Erdbeere (Fragaria moschata)
- Hügel-Erdbeere (Fragaria viridis)
- Niederliegendes Heideröschen oder Gewöhnliches Nadelröschen (Fumana procumbens)
- Bunter Hohlzahn (Galeopsis speciosa)
- Kurzblättriger Enzian (Gentiana brachyphylla)
- Schlauch-Enzian (Gentiana utriculosa)
- Zarter Enzian (Gentianella tenella)
- Gemeine Kugelblume oder Echte Kugelblume (Globularia punctata)
- Hoppes Ruhrkraut (Gnaphalium hoppeanum)
- Traubiges Habichtskraut (Hieracium racemosum subsp. moesiacum)
- Sanddorn (Hippophaë rhamnoides)
- Jacquins Binse oder Gämsen-Binse (Juncus jacquinii)
- Blauer Lattich (Lactuca perennis)
- Zurückgebogener Igelsame (Lappula deflexa)
- Gewöhnliche Schuppenwurz (Lathraea squamaria)
- Orangerote Feuerlilie (Lilium croceum subsp. croceum)
- Alpen-Lein (Linum alpinum)
- Weissliche Hainsimse (Luzula luzuloides)
- Kahler Fichtenspargel (Monotropa hypophega)
- Echter Fichtenspargel (Monotropa hypopitys)
- Distel-Sommerwurz (Orobanche reticulata)
- Hirschzunge (Phyllitis scolopendrium)
- Halbkugelige Teufelskralle oder Halbkugelige Rapunzel (Phyteuma hemisphaericum)
- Arve, Zirbelkiefer (Pinus cembra)
- Schlangen-Wegerich (Plantago serpentina)
- Schlangen-Knöterich (Polygonum bistorta)
- Mittleres Wintergrün (Pyrola media)
- Flaum-Eiche (Quercus pubescens)
- Gletscher-Hahnenfuss (Ranunculus glacialis)
- Polyanthemusblättriger Hahnenfuss (Ranunculus polyanthemophyllus)
- Bereifte Rose oder Rotblatt-Rose (Rosa glauca)
- Apfel-Rose (Rosa villosa)
- Krauser Ampfer (Rumex crispus)
- Zweiblütiger Steinbrech (Saxifraga biflora subsp. biflora)
- Grossblütiger Steinbrech (Saxifraga biflora subsp. macropetala)
- Spinnweb-Hauswurz (Sempervivum arachnoideum)
- Echte Hauswurz (Sempervivum tectorum subsp. tectorum)
- Eberreisblättriges Greiskraut (Senecio abrotanifolius)
- Gelbling (Sibbaldia procumbens)
- Felsen-Leimkraut (Silene rupestris)
- Haar-Pfriemengras (Stipa capillata)
- Echtes Federgras (Stipa pennata)
- Stängelumfassender Knotenfuss (Streptopus amplexifolius)
- Kleine Wiesenraute (Thalictrum minus subsp. minus)
- Purpur-Klee (Trifolium rubens)
- Sumpf-Dreizack (Triglochin palustris)
- Verschiedenblättriger Baldrian (Valeriana versifolia)
- Weisser Germer (Veratrum album)
- Rauhaarige Wicke (Vicia hirsuta)
- Pyrenäen-Veilchen (Viola pyrenaica)
- Schweizer-Veilchen (Viola thomasiana)
- Alpen-Wimperfarn (Woodsia alpina)